# Mogneville
Ne doit pas être confondu avec Mognéville.
Mogneville est une commune française située dans le département de l'Oise en région Hauts-de-France.

## Géographie

### Localisation
La commune est située dans le département de l'Oise, entre le chef-lieu de canton de Liancourt au nord et l'agglomération de Creil au sud, au pied du versant occidental d'une chaîne de collines, près de la rive gauche de la Brêche et à une distance orthodromique de 51 km au nord de Paris.
Compiègne est éloignée de 28 km, et Beauvais de 29 km.
La commune se trouve dans l'aire d'attraction de Paris, dans l'unité urbaine de Creil et dans sa zone d'emploi, ainsi que dans le bassin de vie de Liancourt.

### Communes limitrophes
Les communes limitrophes sont  Angicourt, Cauffry, Liancourt, Monchy-Saint-Éloi et Verderonne.
|         | Liancourt         | Verderonne |
| Cauffry | Mogneville        | Angicourt  |
|         | Monchy-Saint-Éloi |            |

La commune compte cinq communes limitrophes, dont trois ne disposent pas d'un lien routier direct avec Mogneville : Cauffry, Verderonne et Angicourt. Par contre, la continuité urbaine est établie avec Liancourt, au nord, par l'ancien hameau de Mognevillette.

### Géologie et relief

#### Relief
Mogneville est lovée à la base d'une grande colline nommée la Montagne qui va de Monchy-Saint-Éloi à Liancourt.
La superficie cadastrale de la commune publiée par l'Insee, qui sert de références dans toutes les statistiques, est de 3,91 km2,. La superficie géographique, issue de la BD Topo, composante du Référentiel à grande échelle produit par l'IGN, est quant à elle de 3,9 km2. L'altitude du territoire varie entre 36 m et 113 m.

#### Géologie

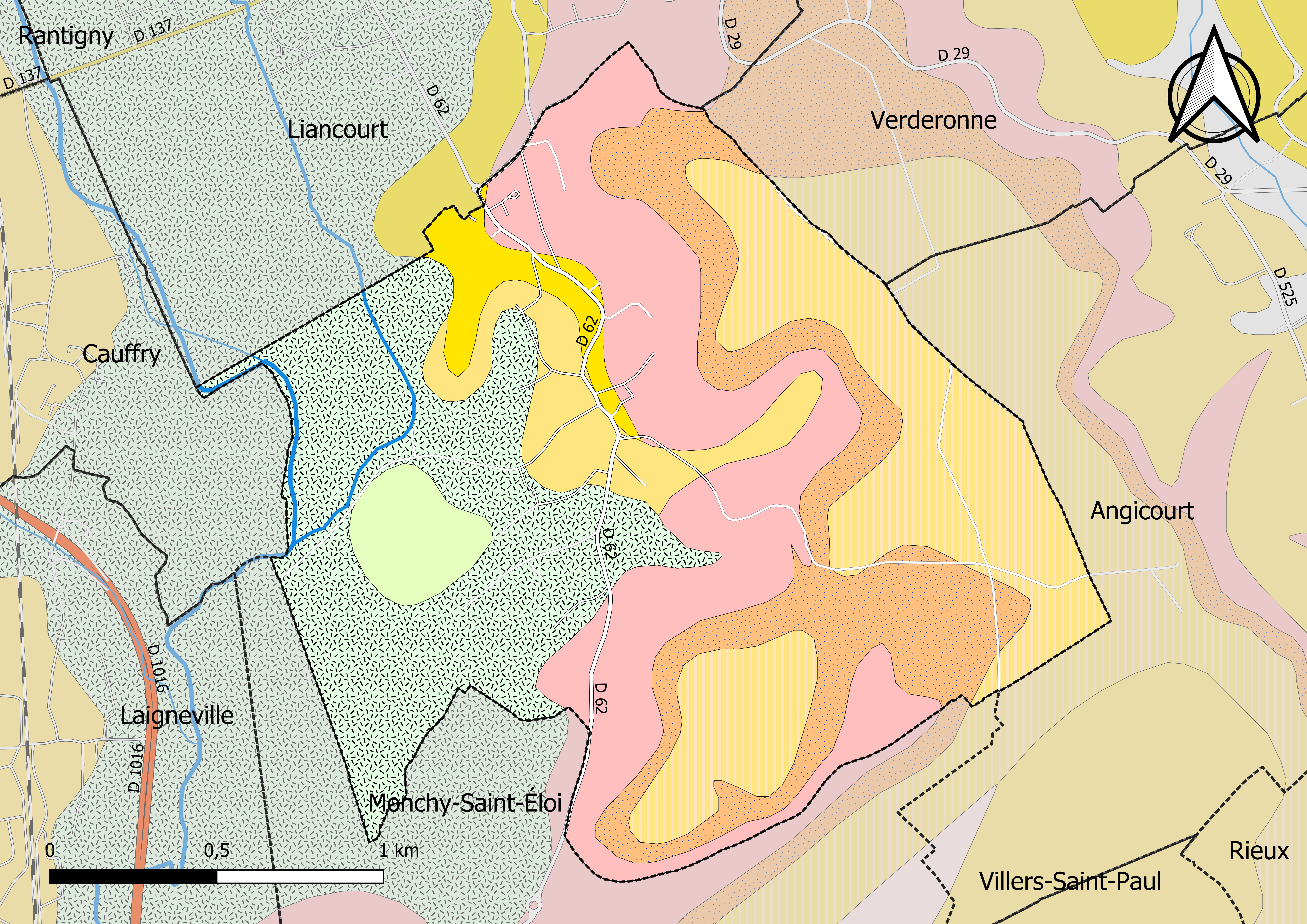
Carte géologique vectorisée et harmonisée de Mogneville.

La commune se situe dans le nord du Bassin parisien, le plus grand des trois bassins sédimentaires français. Cette vaste dépression, occupée dans le passé par des mers peu profondes et des lacs, a été comblée, au fur et à mesure que son socle s'affaissait, par des sables et des argiles, issus de l'érosion des reliefs alentour, ainsi que des calcaires d'origine biologique, formant ainsi une succession de couches géologiques.
Les couches affleurantes sur le territoire communal sont constituées de formations superficielles du Quaternaire et de roches sédimentaires datant du Cénozoïque, l'ère géologique la plus récente sur l'échelle des temps géologiques, débutant il y a 66 millions d'années. Les plus anciennes sont : marno-calcaires, argiles à lignite et argiles et sables coquilliers (faciès "Sparnacien" indifférencié) (Yprésien inférieur) de l'époque Éocène de la période Paléogène. Les plus récentes sont : alluvions récentes associées à des tourbes, remontant à l'époque Holocène de la période Quaternaire. Le descriptif de ces couches est détaillé dans les feuilles « no 103 - Clermont » et « no 127 - Creil », et leurs notices associées.
|  | FzT : | Alluvions récentes associées à des tourbes |

|  | Fy : | Alluvions anciennes : sables et graviers |
|  | CI : | Limon brun de pente colluvionné          |

|  | e5b-c : | Calcaire grossier et Calcaire à cérithes (Lutétien moyen et supérieur)                                                             |
|  | e5a :   | Calcaires et sables glauconieux (‘Glauconie grossière’), Calcaire à Nummulites laevigatus (‘Pierre à Liards’) (Lutétien inférieur) |
|  | e4b :   | Argile de Laon, Sables de Cuise s.l. (faciès ‘Cuisien’ indifférencié) (Yprésien supérieur)                                         |
|  | e4a :   | Marno-calcaires, argiles à lignite et argiles et sables coquilliers (faciès ‘Sparnacien’ indifférencié) (Yprésien inférieur)       |

### Hydrographie

#### Réseau hydrographique

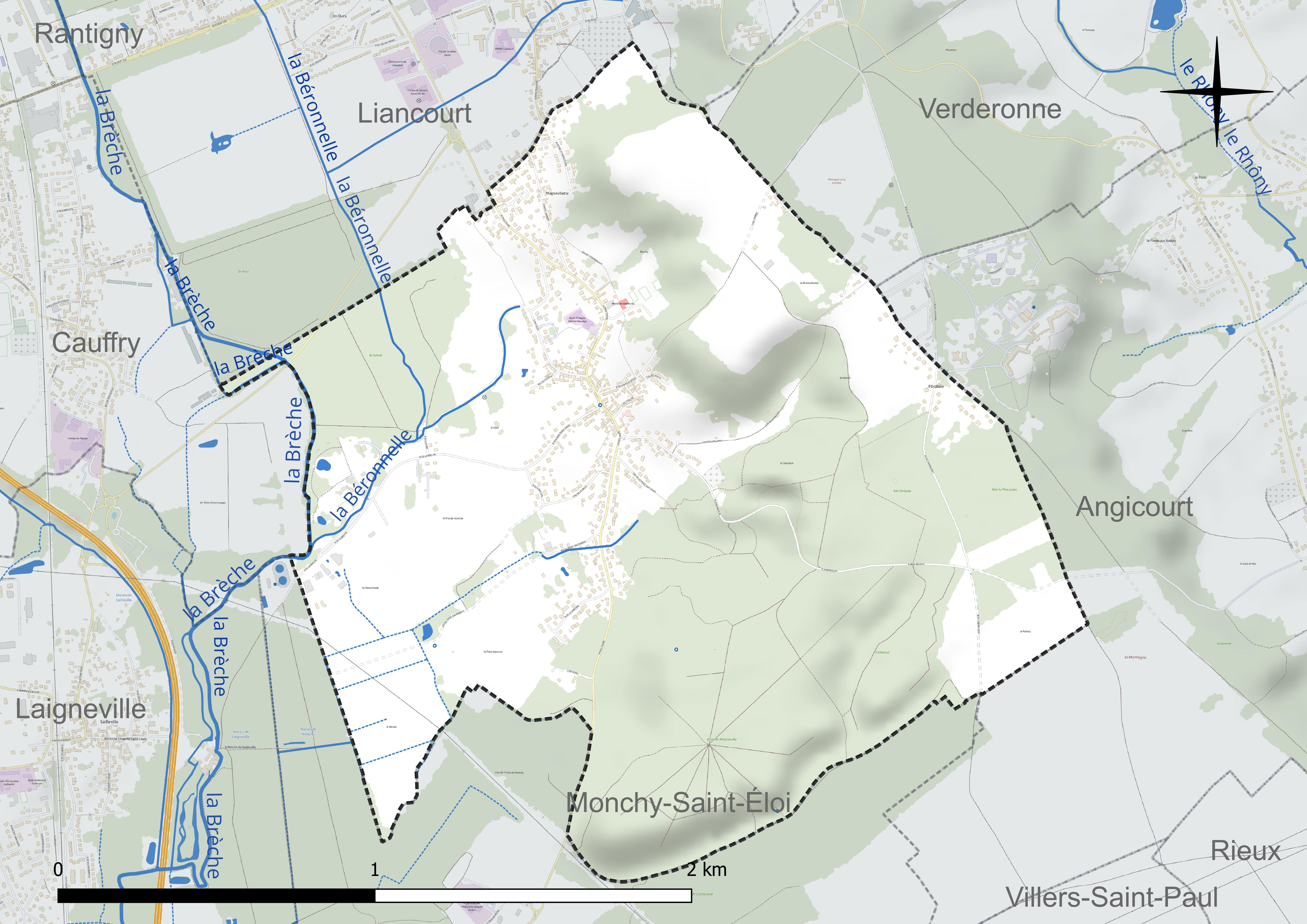
Réseau hydrographique de Mogneville.

La commune est située dans le bassin Seine-Normandie.
Elle est drainée par la Brèche et la Béronnelle,.
La Brèche, d'une longueur de 45 km, prend sa source dans la commune de Reuil-sur-Brêche et se jette  dans l'Oise à Villers-Saint-Paul, après avoir traversé 22 communes. Les caractéristiques hydrologiques de la Brêche sont données par la station hydrologique située sur la commune de Nogent-sur-Oise. Le débit moyen mensuel est de 2,19 m3/s. Le débit moyen journalier maximum est de 11,3 m3/s, atteint lors de la crue du 26 janvier 1995. Le débit instantané maximal est quant à lui de 14,4 m3/s, atteint le 1er janvier 1995.
La Béronnelle, d'une longueur de 13 km, prend sa source dans la commune de Erquery et se jette  dans la Brêche sur la commune, après avoir traversé six communes.

#### Gestion et qualité des eaux
Le territoire communal est couvert par le schéma d'aménagement et de gestion des eaux (SAGE) « Sensée ». Ce document de planification concerne un territoire de 492 km2 de superficie, délimité par le bassin versant de la Brêche. Le périmètre a été arrêté le 9 février 2017 et le SAGE proprement dit a été approuvé le 25 novembre 2021. La structure porteuse de l'élaboration et de la mise en œuvre est le syndicat mixte du Bassin Versant de la Brèche (SMBVB).
La qualité des cours d'eau peut être consultée sur un site dédié géré par les agences de l'eau et l'Agence française pour la biodiversité.

### Climat
Pour des articles plus généraux, voir Climat des Hauts-de-France et Climat de l'Oise.
En 2010, le climat de la commune est de type climat océanique dégradé des plaines du Centre et du Nord, selon une étude du CNRS s'appuyant sur une série de données couvrant la période 1971-2000. En 2020, Météo-France publie une typologie des climats de la France métropolitaine dans laquelle la commune est exposée à un climat océanique et est dans la région climatique Nord-est du bassin Parisien, caractérisée par un ensoleillement médiocre, une pluviométrie moyenne régulièrement répartie au cours de l'année et un hiver froid (3 °C).
Pour la période 1971-2000, la température annuelle moyenne est de 10,7 °C, avec une amplitude thermique annuelle de 14,6 °C. Le cumul annuel moyen de précipitations est de 672 mm, avec 11,4 jours de précipitations en janvier et 8,1 jours en juillet. Pour la période 1991-2020, la température moyenne annuelle observée sur la station météorologique la plus proche, située sur la commune de Creil à 6 km à vol d'oiseau, est de 11,2 °C et le cumul annuel moyen de précipitations est de 662,2 mm,. Pour l'avenir, les paramètres climatiques de la commune estimés pour 2050 selon différents scénarios d'émission de gaz à effet de serre sont consultables sur un site dédié publié par Météo-France en novembre 2022.

## Urbanisme

### Typologie
Au 1er janvier 2024, Mogneville est catégorisée ceinture urbaine, selon la nouvelle grille communale de densité à sept niveaux définie par l'Insee en 2022.
Elle appartient à l'unité urbaine de Creil, une agglomération intra-départementale regroupant 23  communes, dont elle est une commune de la banlieue,,.
Par ailleurs la commune fait partie de l'aire d'attraction de Paris, dont elle est une commune de la couronne,. Cette aire regroupe 1 929 communes,.

### Occupation des sols

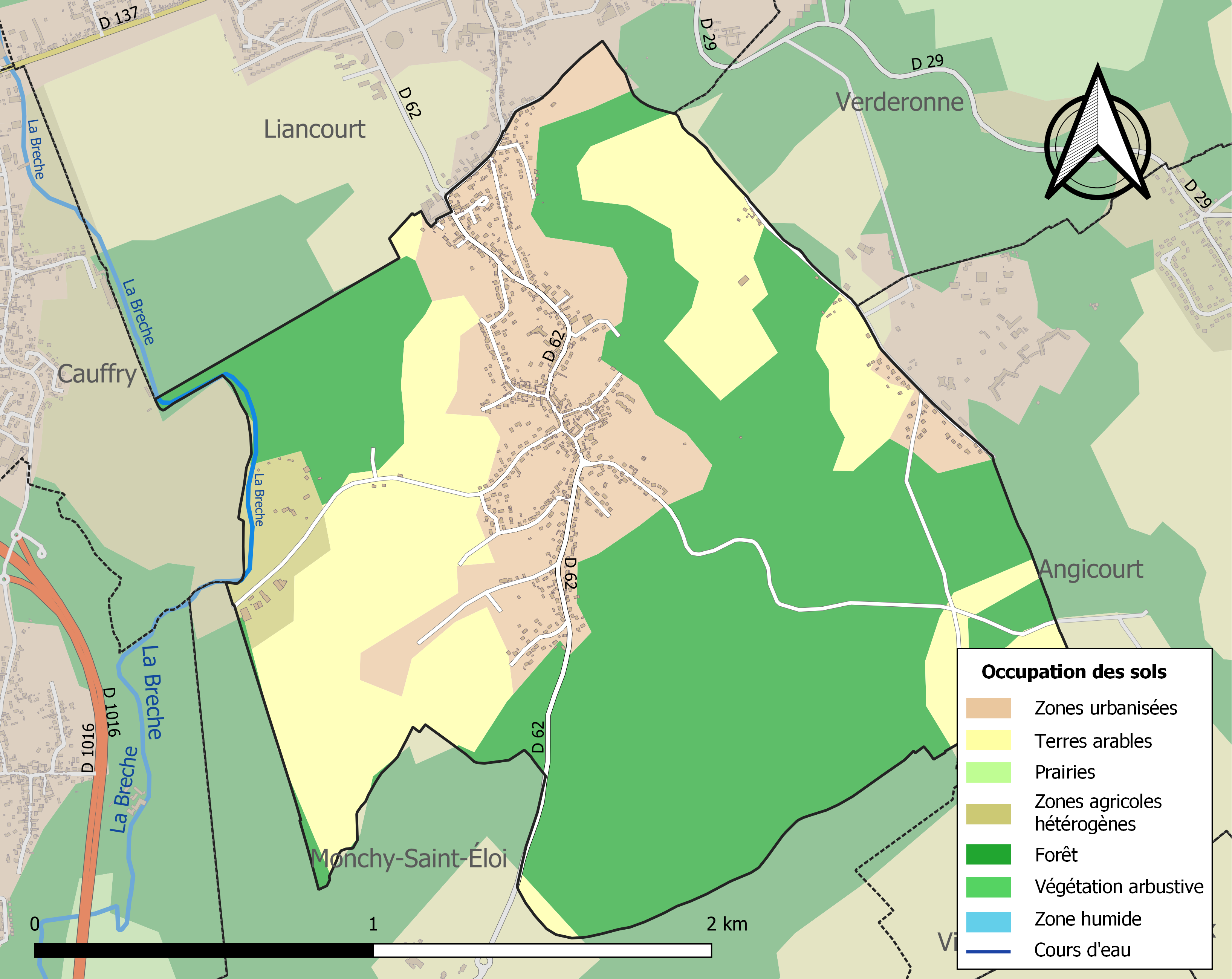
Carte des infrastructures et de l'occupation des sols de la commune en 2018 (CLC).

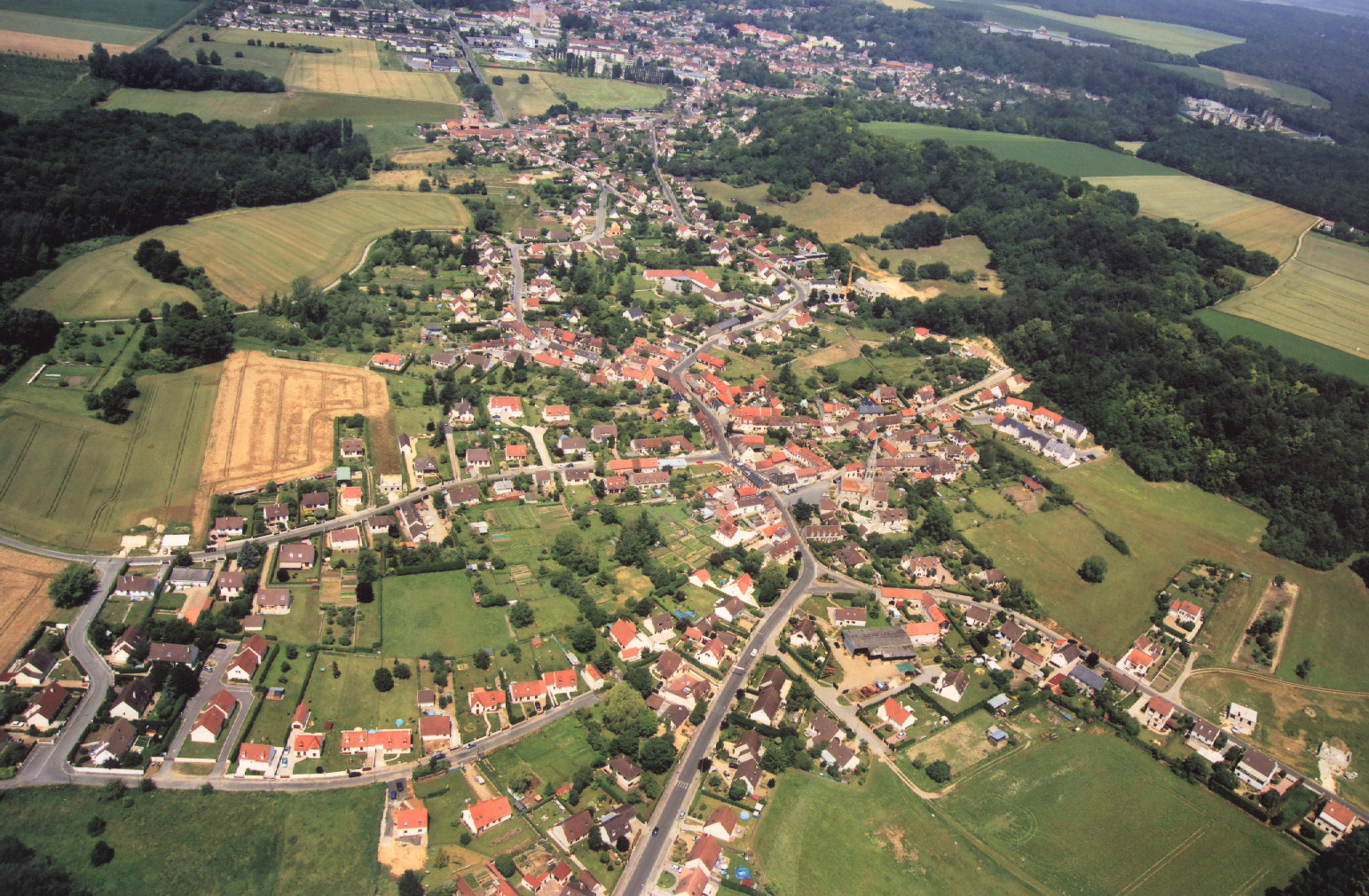
Vue aérienne de Mogneville.

L'occupation des sols de la commune, telle qu'elle ressort de la base de données européenne d'occupation biophysique des sols Corine Land Cover (CLC), est marquée par l'importance des forêts et milieux semi-naturels (51,6 % en 2018), en diminution par rapport à 1990 (52,7 %).
La répartition détaillée en 2018 est la suivante : forêts (51,6 %), terres arables (26,4 %), zones urbanisées (19,5 %), zones agricoles hétérogènes (2,5 %).
L'évolution de l'occupation des sols de la commune et de ses infrastructures peut être observée sur les différentes représentations cartographiques du territoire : la carte de Cassini (XVIIIe siècle), la carte d'état-major (1820-1866) et les cartes ou photos aériennes de l'IGN pour la période actuelle (1950 à aujourd'hui).

### Morphologie urbaine
Mogneville est bâti autour du centre-bourg délimité autour de l'église Saint-Denis.

### Lieux-dits, hameaux et écarts

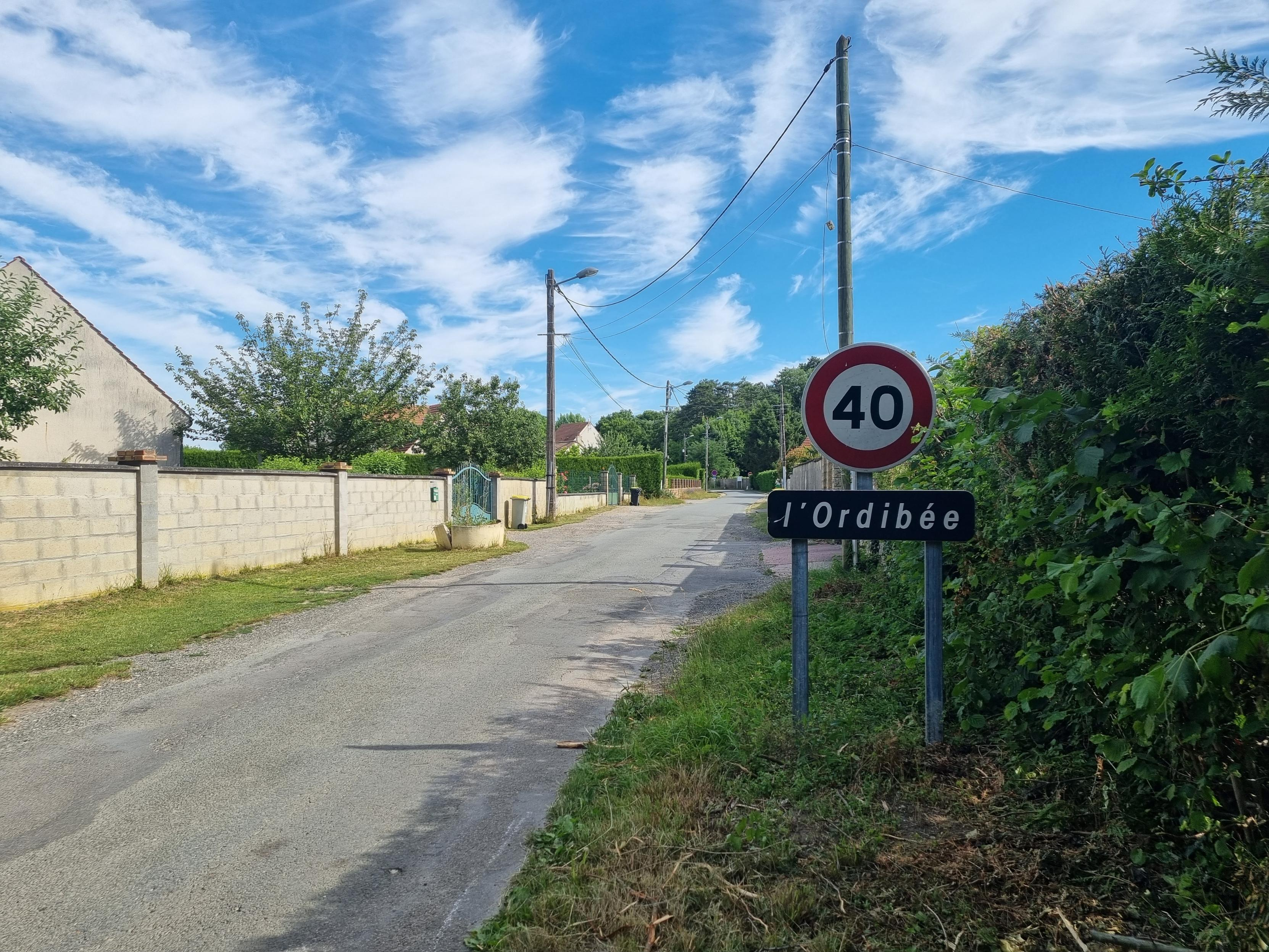
Entrée sud de l'Ordibée par la rue du Chemin vert

Mogneville comporte un hameau « l'Ordibée » situé à l'ouest du bourg principal et aggloméré lui-même à l'ancien hôpital Villemin situé sur la commune de Angicourt.
Le village avait aussi un hameau situé au nord du centre-bourg nommé « Mognevillette » mais l'urbanisation a fait aggloméré ce hameau dans le bourg principal.

### Projets d'aménagement
En 2017  est annoncé le projet d'une zone d'activités menée par le syndicat mixte du parc d’activités multisites de la Vallée de la Brèche (SMVB), situé sur les communes de Mogneville et de Cauffry et très proche de la commune de Laigneville, comprenant la création de deux entrepôts logistiques de 48 000 et 26 400 m², sur une surface globale  de 27,5 ha en zone naturelle, ainsi que d’un barreau routier pour les relier à la RD 1016 ,.
La réalisation de ce projet impliquerait la destruction de 8,6 hectares de zones humides et l'atteinte à l'habitat d'espèces protégées sans compensation prévue.
Initialement fixé entre 800 et 1 200 emplois, le nombre de création d'emplois est largement revu à la baisse quelques années plus tard avec la transformation de la zone d'aménagement concerté accueillant de nombreuses structures en un grand site de e-logistique ne prévoyant la création que d'une cinquantaine d'emplois[réf. nécessaire].
Le 13 mars 2023, le conseil communautaire de la  communauté de communes du Liancourtois - la Vallée dorée rejette le projet avec 14 voix contre, 13 voix pour et 2 abstentions. Les membres de l'association ADEPT, opposée au projet étaient venus nombreux créant un long débat sur l'utilité du projet de la ZAC sur la commune de Mogneville,. Le conseil municipal de Cauffry s'oppose également à ce projet, mais le conseil municipal de Mogneville continue alors à soutenir ce projet, qu'il estime relever de sa compétence, puis admet de changer la vocation de cette zone d'activité.

### Habitat et logement
En 2021, le nombre total de logements dans la commune était de 587, alors qu'il était de 561 en 2016 et de 519 en 2011.
Parmi ces logements, 95,6 % étaient des résidences principales, 0,4 % des résidences secondaires et 4 % des logements vacants. Ces logements étaient pour 89,3 % d'entre eux des maisons individuelles et pour 8,1 % des appartements.
Le tableau ci-dessous présente la typologie des logements à Mogneville en 2021 en comparaison avec celle de l'Oise et de la France entière. Une caractéristique marquante du parc de logements est ainsi la faible proportion des résidences secondaires et logements occasionnels (0,4 %) par rapport au département (2,4 %) et à la France entière (9,7 %).
| Typologie                                               | Mogneville | Oise | France entière |
| ------------------------------------------------------- | ---------- | ---- | -------------- |
| Résidences principales (en %)                           | 95,6       | 90,5 | 82,2           |
| Résidences secondaires et logements occasionnels (en %) | 0,4        | 2,4  | 9,7            |
| Logements vacants (en %)                                | 4          | 7    | 8,1            |

### Voies de communication et transports
Mogneville est desservi par la RD 62, en même temps route principale du village (rue Paul-Faure) et unique route départementale sur le territoire communal. La RD 62 est un axe secondaire nord-sud parallèle à la RD 1016, important axe nord-sud qui va de Paris à Amiens et se présente comme une voie rapide sur une grande partie de son parcours. La RD 1016 peut être rejointe à Monchy-Saint-Éloi, au sud (pour les directions de Creil et Paris), ainsi qu'à Cauffry par Liancourt, à l'ouest. Depuis Liancourt, d'autres routes départementales partent dans toutes les directions. Une voie communale relie Mogneville au hameau de l'Ordibée et à l'hôpital Villemin.
La création de la RD 262 en 2022, qui tangente au nord le territoire communal, a réduit la circulation sur la RD 62.
La station de chemin de fer la plus proche est la gare de Liancourt - Rantigny, à une distance routière de 3,2 km et desservie par des trains TER Hauts-de-France qui effectuent des missions entre les gares de Paris-Nord, ou de Creil, et de Saint-Just-en-Chaussée ou d'Amiens.
Concernant les transports en commun routiers, Mogneville est desservie, en 2023, par les lignes 631, 6241, 6317, 6318 et 6353 du réseau interurbain de l'Oise. L'intercommunalité a, quant à elle, engagé en 2023 une étude en vue de la création d'une navette de transports en commun reliant la gare de Liancourt - Rantigny aux communes de Liancourt et Cauffry

### Risques naturels et technologiques

#### Risque sismique
Le risque sismique à Mogneville est très faible selon le Bureau de Recherches Géologiques et Minières. Néanmoins, les archives recense deux tremblement de terre importants de 4,7 le 30 avril 1756 et de 4,11 sur l'échelle de Richter le 18 novembre 1908.

## Toponymie
Le nom du village « Mogneville » vient de Moignivilla donné en 1160, Monachivilla en 1182, puis Mognevillam en 1218. Le nom du village aurait alors eu des noms successifs comme : Monneville, Moinville, Moinneville, Moigneville, Mongneville (prononciation picarde), Monneville à nouveau au XVIIIe siècle (Cassini). La terminaison "villa" est précédée d'un nom de personne : Mona (ayant donné Monaevilla) ou Monachus (le moine).

### Odonymie
- Rue Paul-Faure : le nom de Paul Faure est choisi par le conseil municipal du 2 mars 1945, en hommage à cet habitant du village, officier des Forces Françaises de l'Intérieur et fusillé par les Allemands au mont Valérien le 14 février 1944. L'inauguration officielle du changement de nom de rue date du 18 novembre 1945. Auparavant, la rue principale ce nommait « Grande rue »[45],[46].

- Rue Pasteur : le nom est donné en hommage à Louis Pasteur, chimiste et biologiste ayant découvert le vaccin contre la rage le 6 juillet 1885. Ce nom est assez commun du fait de sa position de deuxième odonyme de personnalité le plus donné en France en 2009[47].
De plus, la rue Pasteur est la rue la plus renommée de la commune. En effet, les premières archives la mentionnant datent de la Révolution française avec le nom rue Méril. Puis, durant le XIXe siècle, elle porte le nom de rue de la Maille avant de s'appeler rue de la Mare.

- Rue du Château-d'eau, nom donné en référence au réservoir, aujourd'hui désaffecté, situé à mi-chemin de la rue dans les bois. Il était destiné à fournir en eau le village avant que la Communauté de Communes du Liancourtois - La Vallée Dorée prenne le relais[45]. Auparavant, la rue se nommait rue du Raye en référence au mot en vieux français désignant un espace déboisé pour un usage agricole. D'après les archives municipales, l'usage agricole était essentiellement viticole.

- Place de l'Église et rue de l'Église, noms donné en référence à l'église Saint-Denis située en bas de la rue.

- Allée du Courtil, en référence du vieux français désignant « verger »[45].

- Rue de la Varenne, en référence du lieu-dit qui fait référence à l'ancien français « garenne » désignant une prairie riche en lapins vivant librement[45].

- Rue Jean-Moulin, en hommage à Jean Moulin, préfet d'Eure-et-Loir, compagnon de la Libération, arrêté le 21 juin 1943 pour résistance. Auparavant, la rue se nommait « rue de la Carrière » et était le principal chemin vicinal afin de rejoindre Angicourt. Aujourd'hui, cette rue accueille le cimetière du village[45]>.

- Rue Émile-Lambert, dénommée en hommage à Émile Lambert, cordonnier puis marchand forain et maire de 1919 à 1945 et de 1957 à 1961. Après sa mort le 3 mars 1961, le conseil municipal renomme le 19 décembre 1961 ainsi l'ancienne « rue du Jeu d'Arc » en référence au terrain de tir à l'arc qui était situé au niveau de l'actuel 41 et 43 rue Paul-Faure[45],[48].

- Chemin de la Planchette : une partie du chemin aujourd'hui disparue permettait de rejoindre Liancourt en passant par les terres du château de la Rochefoucauld en traversant la Béronnelle. Avant la construction d'un pont, une simple planche permettait de traverser d'où le nom[45].

## Histoire

### Antiquité
Il est possible que l'emplacement du village ait été le lieu de séjour des mercatores qui accompagnaient le camp situé sur la colline, dont les traces (en particulier de nombreuses monnaies) ont été reconnues lors de l'installation de l'Établissement d'Angicourt. Lors de la guerre des Gaules par Jules César, l'établissement d'un camp romain aux abords de Catenoy a pu s'étendre jusqu'à Sailleville et Angicourt dont Mogneville. Des cercueils de pierre avec ossements et poteries ont été retrouvés dans les terrains sableux.

### Moyen Âge
La localité était découpée en d'assez nombreux fiefs, mais on n'y connaît pas d'ancien manoir. Un prieuré devait être près de l'église.
Les dîmes de Mogneville étaient partagées entre différentes abbayes. Parmi elles, l'abbaye de Saint-Martin-aux-bois, Saint-Symphorien de Beauvais et la commanderie d'Ivry-le-Temple. De plus, diverses communautés religieuses y possédaient des biens : l'abbaye de Chaalis, l'abbaye de Lannoy, le prieuré de Wariville et le chapitre de Notre-Dame de Clermont.
Vers 1080, il est cité Alix de Mogneville comme bienfaiteur de la paroisse et de l'abbaye de Saint-Martin-aux-Bois, qui y possédait aussi. En 1373, le chapitre de Notre-Dame de Clermont jouissait du droit de la haute-justice sur une partie du territoire. À la même époque les seigneurs de Villers-Saint-Paul sont également en partie seigneur de Mogneville. Il y ont possédé pendant quatre siècles. On cite, en 1218, le fief de Cepoy, à Eudes de Mogneville.

### Temps modernes
Sous Henri IV, une partie de Mogneville, avec Villers et d'autres terres, est incorporée au marquisat de Verneuil, créé en faveur de Henriette de Balzac d'Entragues.
Au temps où les seigneurs de Monchy ont des terres et bois sur Mogneville, des querelles s'élèvent fréquemment entre les gardes des propriétés voisines. En particulier, après que le marquisat de Liancourt, créé en 1673, s'est étendu lui aussi sur une partie de la paroisse, il y a mort d'hommes à la suite de coups de feu échangés dans les bois de Corbonval, et le procès qui suivit dure longtemps.

### Révolution française et Empire
Avec la constitution de l'an I de la République (1792), les communes se dotent d'un représentant, le maire. C'est alors que Louis Fontaine est nommé premier maire de Mogneville. Le 5 fructidor de l'an III, le Directoire fonde une nouvelle constitution mettant fin à la terminologie de maire au profit d'un agent municipal dans les communes de moins de 5 000 habitants. Mogneville change alors de représentant, c'est Jacques Poirée qui devient agent municipal. Ce n'est qu'en 1799 avec la constitution de l'an VIII que le titre de maire renaît.

### Époque contemporaine
En 1837, la commune de Mogneville recense huit sabotiers devenant l'un des principaux points de fabrication de sabots dans le canton de Liancourt. Cet artisanat est introduit au début du siècle par la famille Bigot, originaire de Liancourt. L'essence utilisée est principalement du bouleau ou du noyer. On constate de nombreuses plantations de vignes sur la commune.

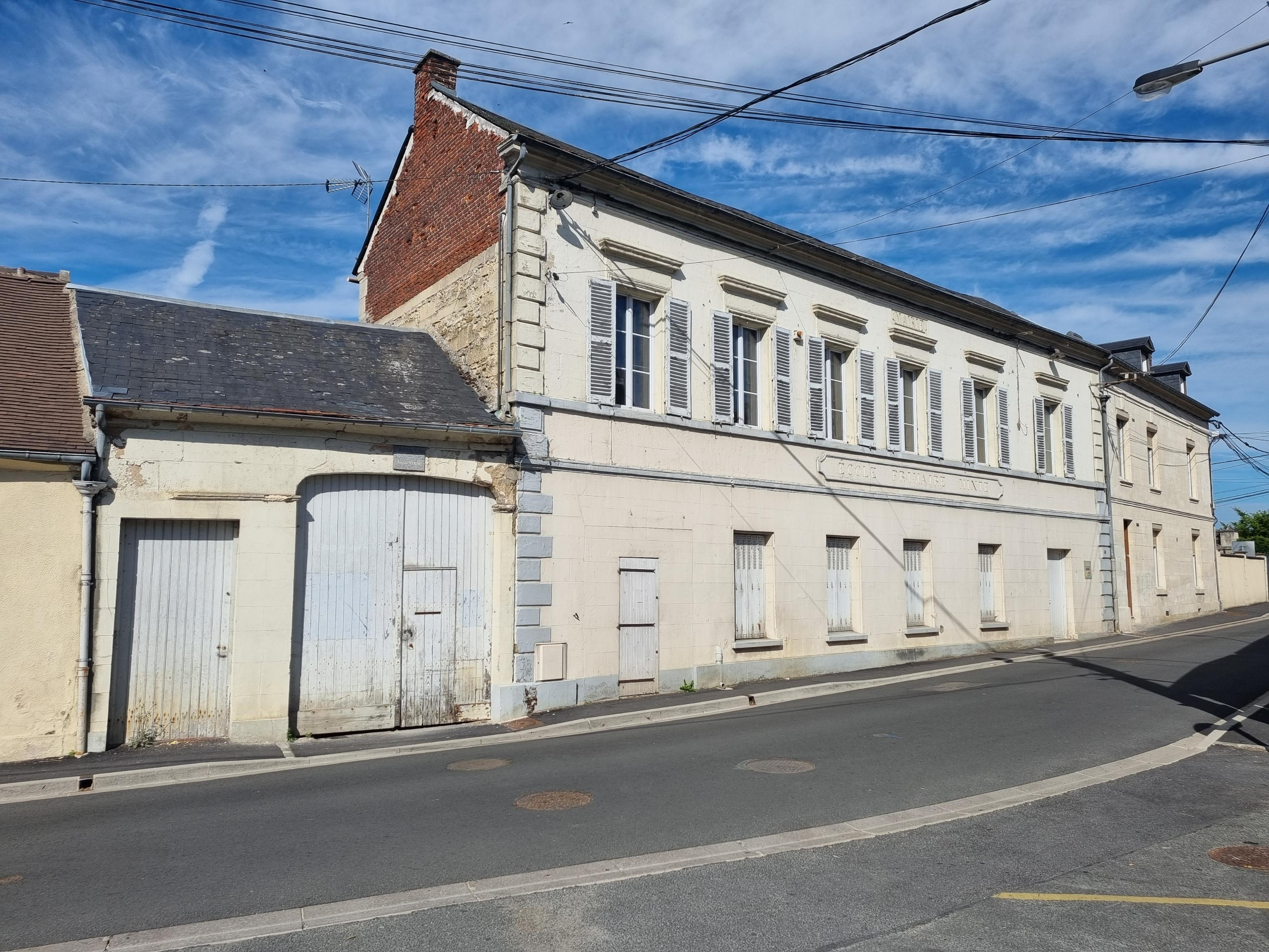
Ancienne mairie-école Jules Verne de Mogneville

En 1840, le conseil municipal de Mogneville acquiert la propriété de Monsieur Bourguignon, marchand et épicier de Liancourt, en face de l'église Saint-Denis afin d'y installer la mairie et l'école primaire. Toutefois, cette acquisition est longuement débattue au sein du conseil municipal. En effet, une partie du conseil contestait cette acquisition au profit de la construction ex nihilo à côté de l'église à l'emplacement actuel du monument aux morts et du 6 rue de l'Église.
Depuis 1834, la municipalité de Mogneville propose un enseignement primaire. C'est en 1878 qu'elle devient gratuite pour tous les enfants de la commune, trois ans avant les lois Jules Ferry.
En 1900, cinq cafés-épiciers sont recensés sur la commune. En 1934, ils ne sont plus que trois avec une fabrique de chaussures, une scierie et un marchand de vélos tenu par la famille Hercelin.

#### Seconde Guerre mondiale
Paul Faure, né le 5 août 1913 à Paris (Xe arrondissement), fils de d'Auguste Faure et Louise Desplanque, est un militant communiste puis résistant lors de la Seconde Guerre mondiale. Il est livré aux Allemands, incarcéré dans le quartier allemand de la prison de Fresnes (Val-de-Marne), Paul Faure est condamné à mort le 28 janvier 1944 par le tribunal militaire de la Wehrmacht FK 758 de Saint-Cloud (Seine-et-Oise, Hauts-de-Seine), puis, fusillé le 14 février avec deux autres FTP de la région P3, André Deveze et Adolphe Wersand.
La rue principale nommée Grande rue est rebaptisée rue Paul-Faure en hommage à ce résistant ancien habitant par délibération du conseil municipal du 2 mars 1945. L'inauguration officielle a eu lieu le 18 novembre 1945. Une plaque commémorative est placée à l'actuel 55 rue Paul-Faure, lieu d'habitation des parents de Paul Faure, Auguste Faure et Louise Desplanque.
En 2000, quelques artisans du BTP sont recensés, ainsi que d'une entreprise de surveillance.

## Politique et administration

### Rattachements administratifs et électoraux

#### Rattachements administratifs
La commune se trouve depuis 1942 dans l'arrondissement de Compiègne du département de l'Oise.
Elle faisait partie depuis 1802 du canton de Liancourt. Dans le cadre du redécoupage cantonal de 2014 en France, cette circonscription administrative territoriale a disparu, et le canton n'est plus qu'une circonscription électorale.

#### Rattachements électoraux
Pour les élections départementales, la commune fait partie depuis 2014 du canton de Nogent-sur-Oise.
Pour l'élection des députés, elle fait partie de la septième circonscription de l'Oise.

### Intercommunalité

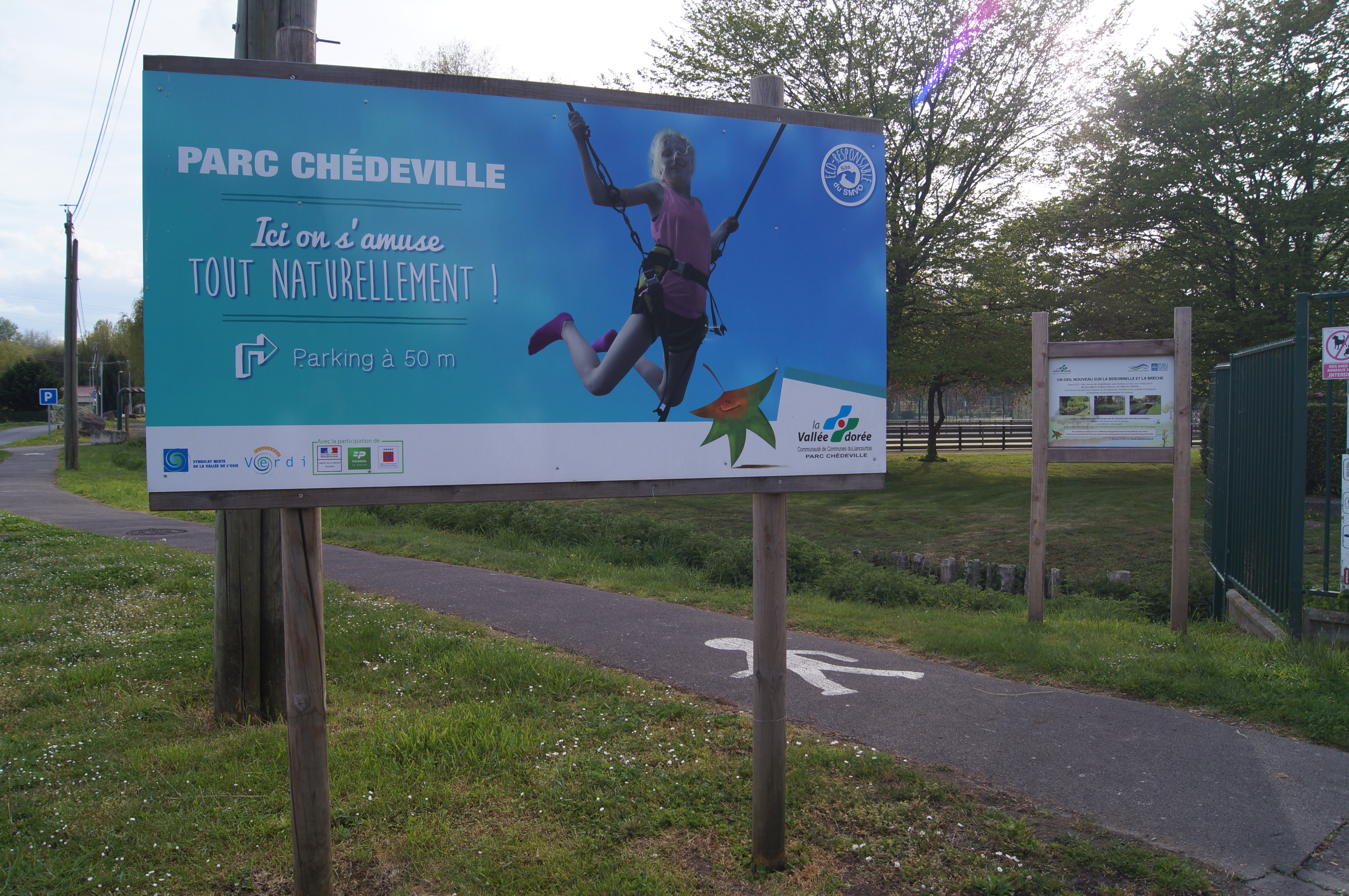
Panneau d'affichage à l'entrée sud du Parc Chédeville.

En 1963, Mogneville avec six autres communes voisines, fondent le District Urbain Local (DUL) du Liancourtois.
Fin 2001, le district se transforme pour former la communauté de communes du Liancourtois - la Vallée dorée, un établissement public de coopération intercommunale (EPCI) à fiscalité propre auquel la commune a transféré un certain nombre de ses compétences, dans les conditions déterminées par le code général des collectivités territoriales, 
Mogneville accueille sur son territoire l'importante infrastructure communautaire qu'est le Parc Chédeville,,.

### Récapitulatif de résultats électoraux récents
| Scrutin             | 1er tour | 1er tour | 1er tour | 1er tour | 1er tour | 1er tour | 1er tour | 1er tour | 1er tour | 1er tour | 1er tour | 1er tour | 2d tour     | 2d tour     | 2d tour     | 2d tour     | 2d tour     | 2d tour     | 2d tour     | 2d tour     | 2d tour     |
| Scrutin             | 1er      | 1er      | %        | 2e       | 2e       | %        | 3e       | 3e       | %        | 4e       | 4e       | %        | 1er         | 1er         | %           | 2e          | 2e          | %           | 3e          | 3e          | %           |
| ------------------- | -------- | -------- | -------- | -------- | -------- | -------- | -------- | -------- | -------- | -------- | -------- | -------- | ----------- | ----------- | ----------- | ----------- | ----------- | ----------- | ----------- | ----------- | ----------- |
| Municipales 2014    |          | SE       | 100      |          |          |          |          |          |          |          |          |          | Tour unique | Tour unique | Tour unique | Tour unique | Tour unique | Tour unique | Tour unique | Tour unique | Tour unique |
| Européennes 2014    |          | FN       | 52,84    |          | UMP      | 11,60    |          | PS       | 8,76     |          | FG       | 6,70     | Tour unique | Tour unique | Tour unique | Tour unique | Tour unique | Tour unique | Tour unique | Tour unique | Tour unique |
| Régionales 2015     |          | FN       | 53,76    |          | LR       | 17,38    |          | PS       | 9,50     |          | EELV     | 6,99     |             | FN          | 57,99       |             | LR          | 42,01       | Pas de 3e   | Pas de 3e   | Pas de 3e   |
| Présidentielle 2017 |          | FN       | 39,74    |          | LFI      | 18,72    |          | EM       | 16,92    |          | LR       | 10,38    |             | FN          | 55,32       |             | EM          | 44,68       | Pas de 3e   | Pas de 3e   | Pas de 3e   |
| Législatives 2017   |          | FN       | 26,87    |          | EM       | 23,13    |          | LR       | 22,43    |          | LFI      | 10,75    |             | LR          | 59,94       |             | FN          | 40,06       | Pas de 3e   | Pas de 3e   | Pas de 3e   |
| Européennes 2019    |          | RN       | 40,75    |          | EELV     | 12,33    |          | EM       | 10,57    |          | LR       | 7,05     | Tour unique | Tour unique | Tour unique | Tour unique | Tour unique | Tour unique | Tour unique | Tour unique | Tour unique |
| Municipales 2020    |          | SE       | 100      |          |          |          |          |          |          |          |          |          | Tour unique | Tour unique | Tour unique | Tour unique | Tour unique | Tour unique | Tour unique | Tour unique | Tour unique |
| Régionales 2021     |          | LR       | 33,56    |          | RN       | 30,85    |          | UGE      | 18,64    |          | LREM     | 10,17    |             | LR          | 43,92       |             | RN          | 32,77       |             | UGE         | 23,31       |
| Présidentielle 2022 |          | RN       | 36,61    |          | EM       | 21,13    |          | LFI      | 19,92    |          | REC      | 7,27     |             | RN          | 58,55       |             | EM          | 41,45       | Pas de 3e   | Pas de 3e   | Pas de 3e   |
| Législatives 2022   |          | RN       | 33,26    |          | NUPES    | 25,36    |          | LR       | 18,71    |          | HOR      | 13,93    |             | LR          | 58,63       |             | RN          | 41,37       | Pas de 3e   | Pas de 3e   | Pas de 3e   |
| Législatives 2024   |          | RN       | 47,69    |          | NFP      | 23,69    |          | LR       | 18,46    |          | HOR      | 8,15     |             | RN          | 51,40       |             | NFP         | 29,60       |             | LR          | 19,00       |

### Liste des maires successifs
| Période   | Période                       | Identité           | Étiquette               | Qualité                                                           |
| --------- | ----------------------------- | ------------------ | ----------------------- | ----------------------------------------------------------------- |
| 1792      | 1796                          | Louis Fontaine     |                         |                                                                   |
| 1796      | 1799                          | Jacques Poirée     |                         |                                                                   |
| 1799      | 1800                          | Louis Fontaine     |                         |                                                                   |
| 1800      | 1833                          | Charles Minguet    |                         |                                                                   |
| 1833      | 1836                          | Louis Fontaine     |                         |                                                                   |
| 1836      | 1840                          | Charles Baigue     |                         |                                                                   |
| 1840      | 1878                          | Louis Fontaine     |                         |                                                                   |
| 1878      | 1881                          | Jean Sénéchal      |                         |                                                                   |
| 1881      | 1884                          | Martial Peufly     |                         |                                                                   |
| 1884      | 1885                          | Jean Sénéchal      |                         |                                                                   |
| 1885      | 1919                          | Éloi Bolle         |                         |                                                                   |
| 1919      | 1945                          | Émile Lambert,     | SFIO puis PCF puis Rad. | Marchand forain                                                   |
| 1945      | 1947                          | Camille Mansart    |                         |                                                                   |
| 1947      | 1953                          | Maurice Hercelin   |                         |                                                                   |
| 1953      | 1957                          | Lucien Hamiot      |                         |                                                                   |
| 1957      | 1961                          | Émile Lambert,     | Apolitique              | Marchand forain Mort en fonction                                  |
| 1961      | 1962                          | Raymonde Battiston |                         |                                                                   |
| 1962      | mars 1977                     | André Sénéchal     |                         |                                                                   |
| mars 1977 | mars 1983                     | Claude Savreux     |                         |                                                                   |
| mars 1983 | juin 1995                     | Raymond Marcon     |                         |                                                                   |
| juin 1995 | mars 2001                     | Yvon Aillen        | RPR                     | Cadre administratif                                               |
| mars 2001 | mars 2014                     | Lionel Duchatel    | PRG                     | Ingénieur spécialiste                                             |
| mars 2014 | En cours (au 21 janvier 2025) | Michel Delahoche   | LREM                    | Technicien retraité de chez Isover Réélu pour le mandat 2020-2026 |

## Équipements et services publics

### Enseignement
Mogneville fait partie de l'Académie d'Amiens et fait donc partie de la zone B du calendrier scolaire.
La commune dispose du groupe scolaire  Chantal-Mauduit, constitué d'une école maternelle et d'une école élémentaire. On y retrouve également une cantine scolaire et un périscolaire.
Les enfants poursuivent habituellement leur(s études au collège de la Rochefoucauld de Liancourt et au lycée Cassini de Clermont-de-l'Oise.

Ensemble scolaire Chantal Mauduit
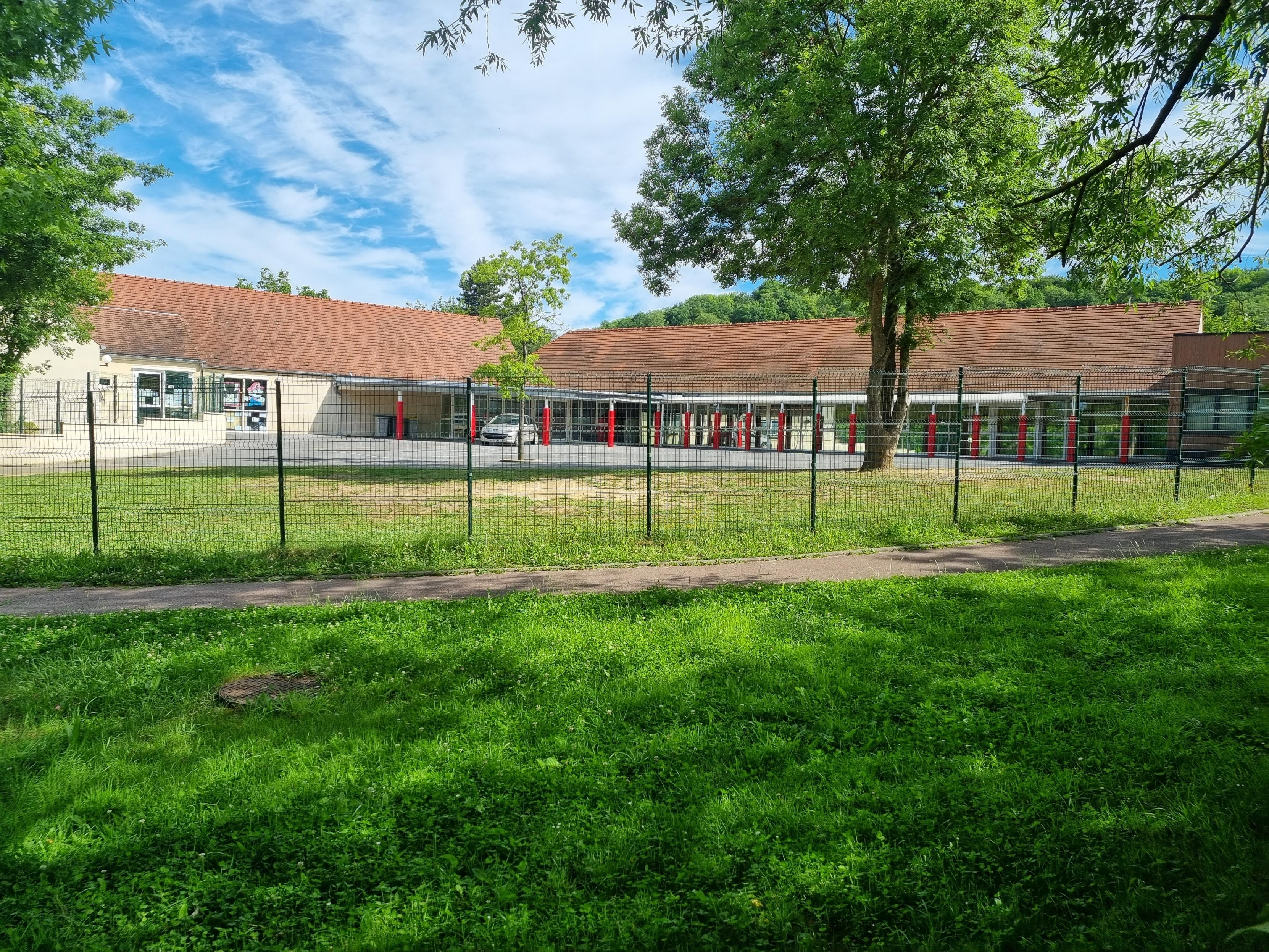
École élémentaire.
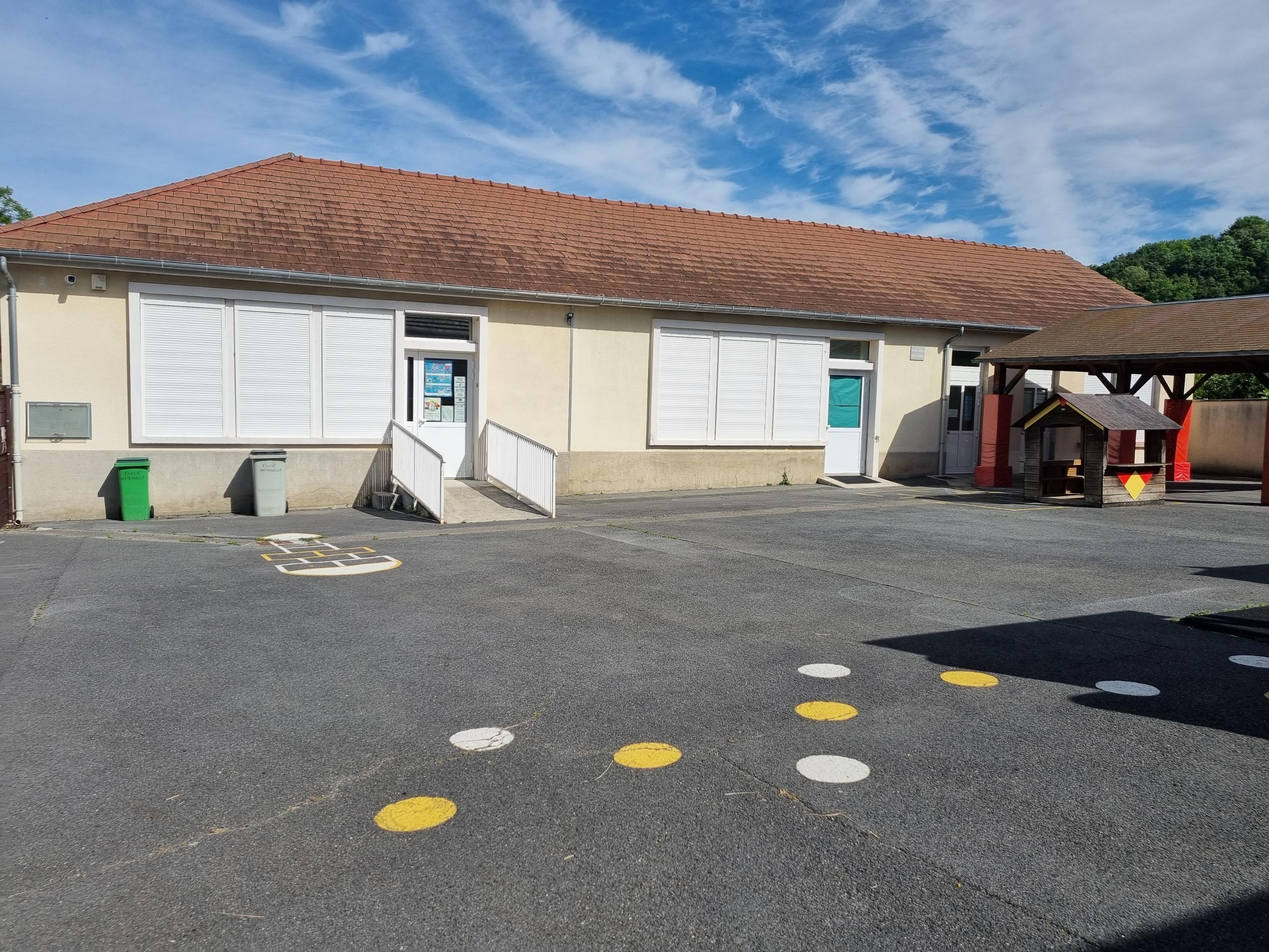
École maternelle.

### Santé
Mogneville accueille un cabinet d'infirmière ainsi que d'un cabinet bien-être situés sur la place de l'Église au cœur du village. On peut retrouver le pôle de santé intercommunal de la Vallée Dorée situé au 28 rue Victor-Hugo à Liancourt[réf. nécessaire].

## Population et société

### Démographie
Le gentilé d'usage de Mogneville est Mognevillois et Mognevilloise. Toutefois, de nombreux habitants continuent de s'appeler « les Talibus » sans avoir d'explication officielle. C'est le curé de la paroisse Saint-Denis de Mogneville, M. Grébouval qui donne une explication dans un entretien avec l'ancien maire de la commune Lionel Duchâtel. Le duc de la Rochefoucauld serait allé en voyage en Afrique centrale et aurait rencontré une tribu autochtone qui se nommait les Talibus. Or, selon le duc ils étaient très têtus. De retour dans sa seigneurie, les habitants tinrent tête pour une histoire de pont sur la Béronelle. Par boutade et moquerie, le duc nomma les habitants les « Talibus ». Fiers de ce nom, les habitants le gardèrent depuis.

#### Évolution démographique
L'évolution du nombre d'habitants est connue à travers les recensements de la population effectués dans la commune depuis 1793. Pour les communes de moins de 10 000 habitants, une enquête de recensement portant sur toute la population est réalisée tous les cinq ans, les populations de référence des années intermédiaires étant quant à elles estimées par interpolation ou extrapolation. Pour la commune, le premier recensement exhaustif entrant dans le cadre du nouveau dispositif a été réalisé en 2004.

En 2022, la commune comptait 1 495 habitants, en évolution de −4,41 % par rapport à 2016 (Oise : +0,87 %, France hors Mayotte : +2,11 %).
| 1793 | 1800 | 1806 | 1821 | 1831 | 1836 | 1841 | 1846 | 1851 |
| ---- | ---- | ---- | ---- | ---- | ---- | ---- | ---- | ---- |
| 208  | 235  | 225  | 222  | 242  | 226  | 215  | 217  | 207  |

| 1856 | 1861 | 1866 | 1872 | 1876 | 1881 | 1886 | 1891 | 1896 |
| ---- | ---- | ---- | ---- | ---- | ---- | ---- | ---- | ---- |
| 243  | 285  | 288  | 360  | 352  | 420  | 453  | 411  | 450  |

| 1901 | 1906 | 1911 | 1921 | 1926 | 1931 | 1936 | 1946 | 1954 |
| ---- | ---- | ---- | ---- | ---- | ---- | ---- | ---- | ---- |
| 465  | 506  | 481  | 457  | 451  | 471  | 443  | 446  | 539  |

| 1962 | 1968 | 1975 | 1982 | 1990  | 1999  | 2004  | 2006  | 2009  |
| ---- | ---- | ---- | ---- | ----- | ----- | ----- | ----- | ----- |
| 601  | 629  | 721  | 803  | 1 203 | 1 373 | 1 423 | 1 425 | 1 495 |

| 2014  | 2019  | 2022  | - | - | - | - | - | - |
| ----- | ----- | ----- | - | - | - | - | - | - |
| 1 540 | 1 474 | 1 495 | - | - | - | - | - | - |

#### Pyramide des âges
La population de la commune est relativement jeune.
En 2018, le taux de personnes d'un âge inférieur à 30 ans s'élève à 37,3 %, soit au-dessus de la moyenne départementale (37,3 %). À l'inverse, le taux de personnes d'âge supérieur à 60 ans est de 17,6 % la même année, alors qu'il est de 22,8 % au niveau départemental.
En 2018, la commune comptait 732 hommes pour 762 femmes, soit un taux de 51 % de femmes, légèrement inférieur au taux départemental (51,11 %).
Les pyramides des âges de la commune et du département s'établissent comme suit.
| Hommes | Classe d’âge | Femmes |
| ------ | ------------ | ------ |
| 0,3    | 90 ou +      | 0,3    |
| 3,6    | 75-89 ans    | 4,8    |
| 13,0   | 60-74 ans    | 13,2   |
| 25,9   | 45-59 ans    | 24,3   |
| 18,6   | 30-44 ans    | 21,5   |
| 18,1   | 15-29 ans    | 15,8   |
| 20,5   | 0-14 ans     | 20,1   |

| Hommes | Classe d’âge | Femmes |
| ------ | ------------ | ------ |
| 0,5    | 90 ou +      | 1,4    |
| 5,5    | 75-89 ans    | 7,6    |
| 15,6   | 60-74 ans    | 16,3   |
| 20,8   | 45-59 ans    | 20     |
| 19,4   | 30-44 ans    | 19,4   |
| 17,6   | 15-29 ans    | 16,2   |
| 20,6   | 0-14 ans     | 19,1   |

### Sports et loisirs
Le parc Chédeville, un espace de loisrs d'accès gratuit géré par l'intercommunalité, est implanté à Mogneville, en pleine nature, et propose une dizaine d'activités, telles que tyrolienne, terrains multisports ou pump track.

### Vie associative
La commune de Mogneville possède de nombreuses associations animant la vie des administrés.
Parmi elles, nous retrouvons la « Société communale de chasse de Mogneville » fondée en 1977, elle organise tous les ans la brocante annuelle de la commune sur la rue principale (rue Paul Faure). La brocante est initialement organisée le deuxième dimanche de septembre mais en 2019, l'association décide de déplacer cette date au deuxième dimanche de mai. Elle est étendue du 43 bis au 77 de la rue Paul Faure, l'intégralité de la rue Emile Lambert et la place Jean Jaurès.

## Économie

### Revenus de la population et fiscalité
La commune de Mogneville compte 542 foyers fiscaux pour 1 455 personnes déclarées et un revenu disponible par unité de consommation médian de 23 530 € en 2019.

### Emploi
Le tableau ci-dessous présente les chiffres-clés de l'emploi à Mogneville et son évolution de 2008 à 2018 :
|                               | Mogneville 2008 | Mogneville 2018 | Évolution |
| ----------------------------- | --------------- | --------------- | --------- |
| Population de 15 à 64 ans     | 992             | 1 013           | -2,1 %    |
| Actifs (en %)                 | 70,8            | 74,0            | + 4,5 %   |
| dont :                        |                 |                 |           |
| Actifs ayant un emploi (en %) | 64,5            | 66,5            | + 3,1 %   |
| Chômeurs (en %)               | 6,3             | 7,5             | + 19,1 %  |

### Entreprises et commerces
Mogneville possède de nombreux artisans dans le domaine des espaces verts, du BTP ou encore des garagistes.
Au 31 décembre 2019, Mogneville compte 124 établissements économique ; 39 d'entre eux, soit 31 %, interviennent dans le domaine du commerce, des transports, de l'hébergement et de la restauration.
En 2020 et 2021, 78 nouvelles entreprises sont créées, dont 74 entreprises individuelles.
La commune de Mogneville accueille une zone artisanale située le long de la rue de la Brèche. Quelques entreprises se sont également installées à l'Ordibée.

## Culture locale et patrimoine

### Lieux et monuments

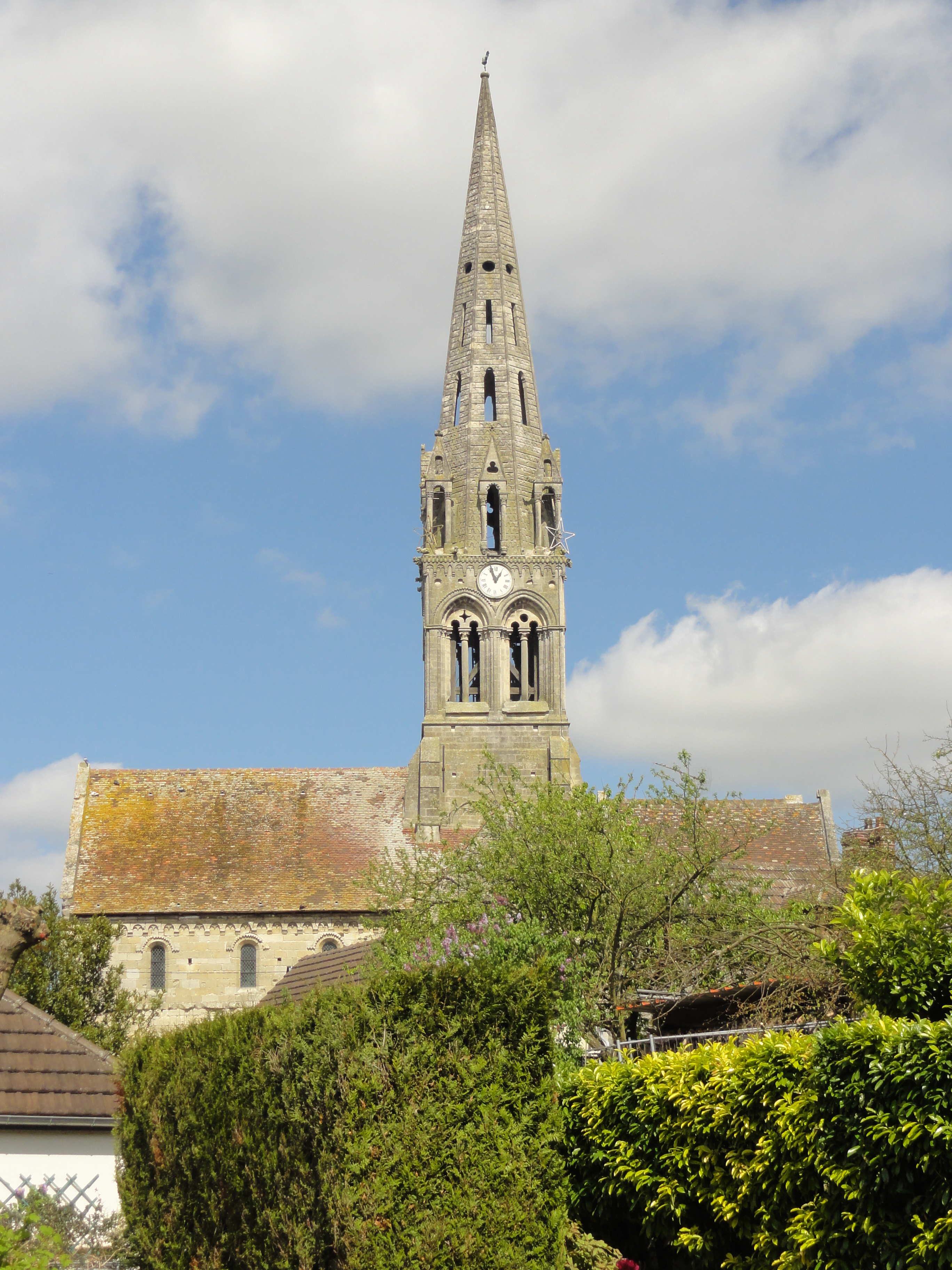
Le clocher et sa flèche.

Mogneville compte un Monument historique sur son territoire : 
- L'église Saint-Denis  Classée MH (1937)[86], qui  remonte au début du XIIe siècle, mais dont seuls la base et le premier étage du clocher central subsistent de l'église romane primitive. 
La courte nef non voutée, les bas-côtés, le transept et le chœur au chevet plat proviennent de deux campagnes de construction au cours du XIIe siècle et témoignent de la transition du style roman vers l'architecture gothique. 
L'élément le plus remarquable de l'église, le second étage du clocher et sa flèche dont le sommet atteint une hauteur de 39 m depuis le sol, datent de la fin du XIIe et du début du XIIIe siècle. Finalement, deux chapelles latérales gothiques remplacent les absidioles romanes vers 1250 et 1300. La façade occidentale, sans intérêt, daterait de 1381. À gauche et plus encore à droite, elle comporte les vestiges des bas-côtés, démolis pendant la seconde moitié du XVIIIe siècle, peut-être à la Révolution. 
Les six arcades à arc brisé les reliant à la nef et au transept sont toujours visibles de l'extérieur. L'église menace ruine dès la fin du XIXe siècle, la base du clocher ayant été négligé pendant les restaurations précédentes[87],[88]
Une restauration profonde n'est lancée qu'en 1974 selon un plan pluriannuel[89].

L'église Saint-Denis
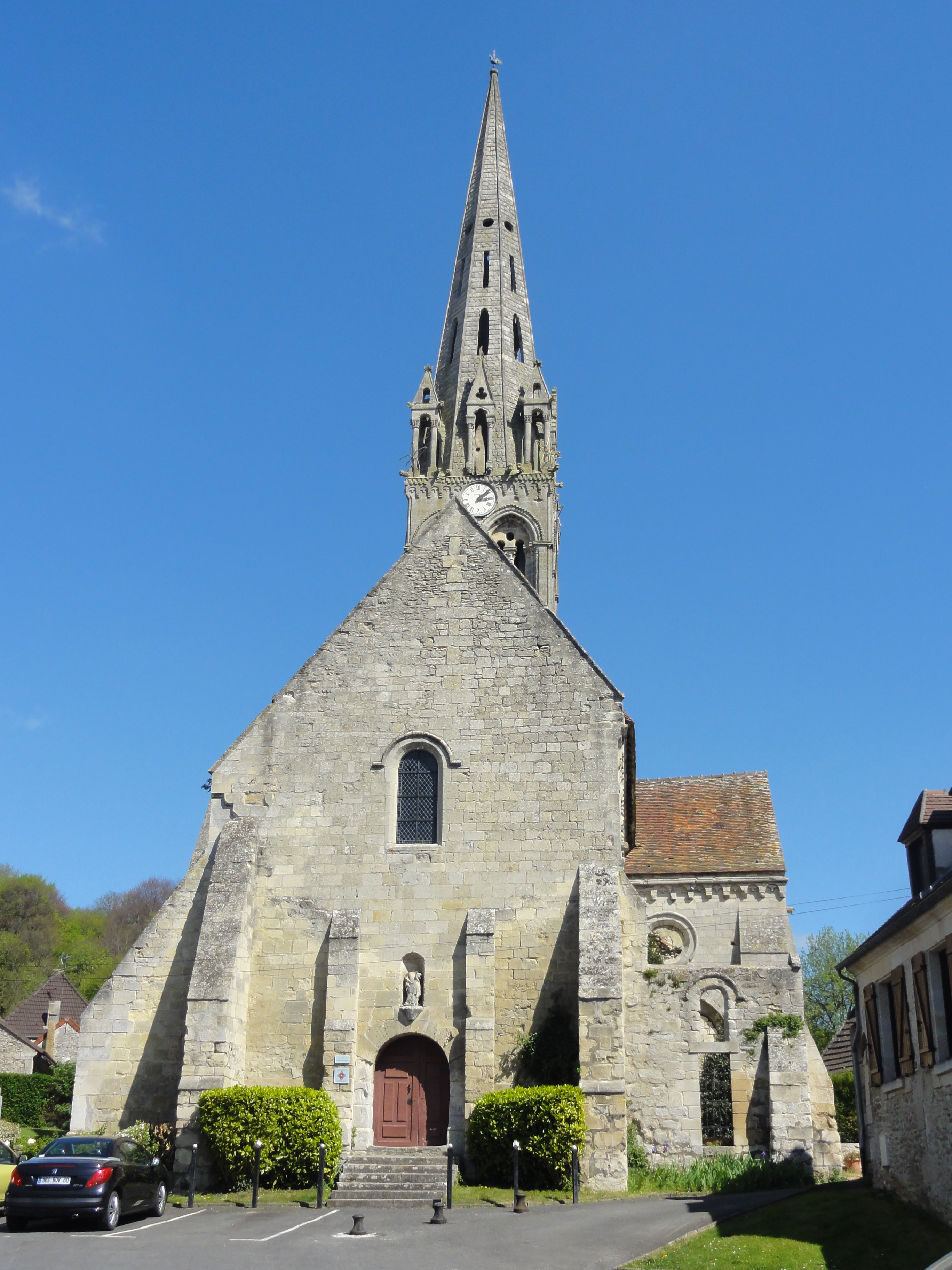
La façade principale.
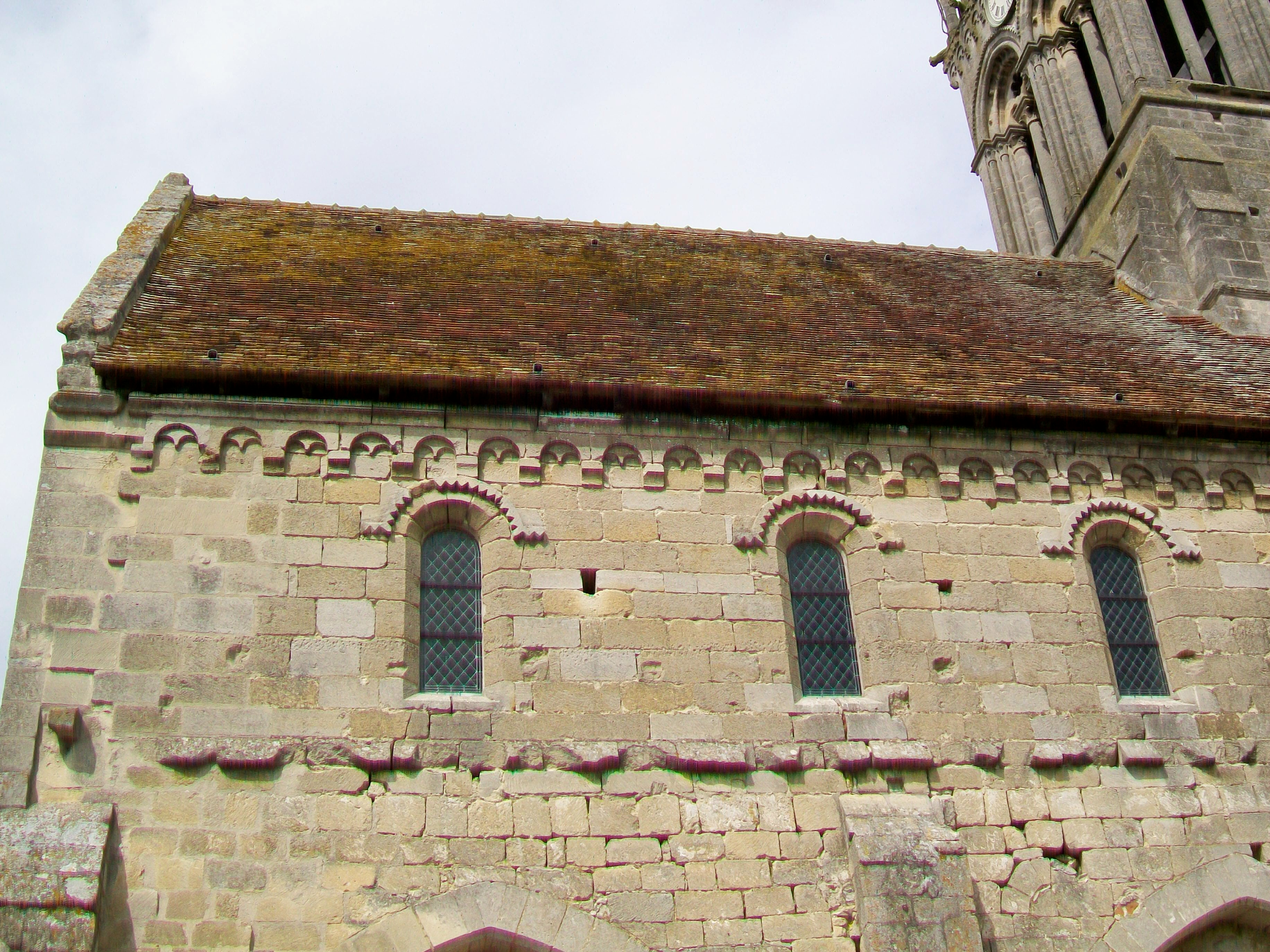
Façade sud de la nef.
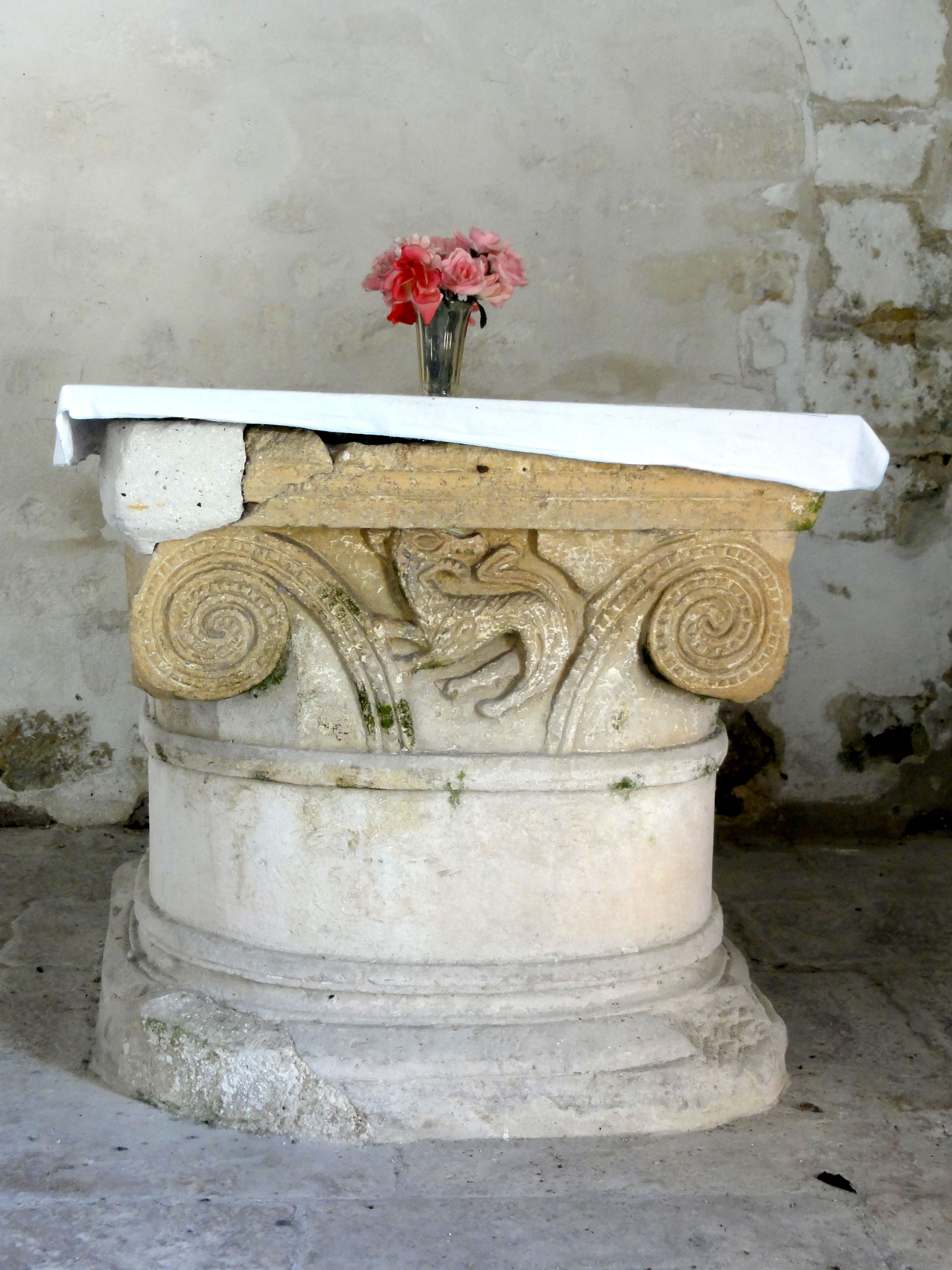
Fonts baptismaux  Classé MH.
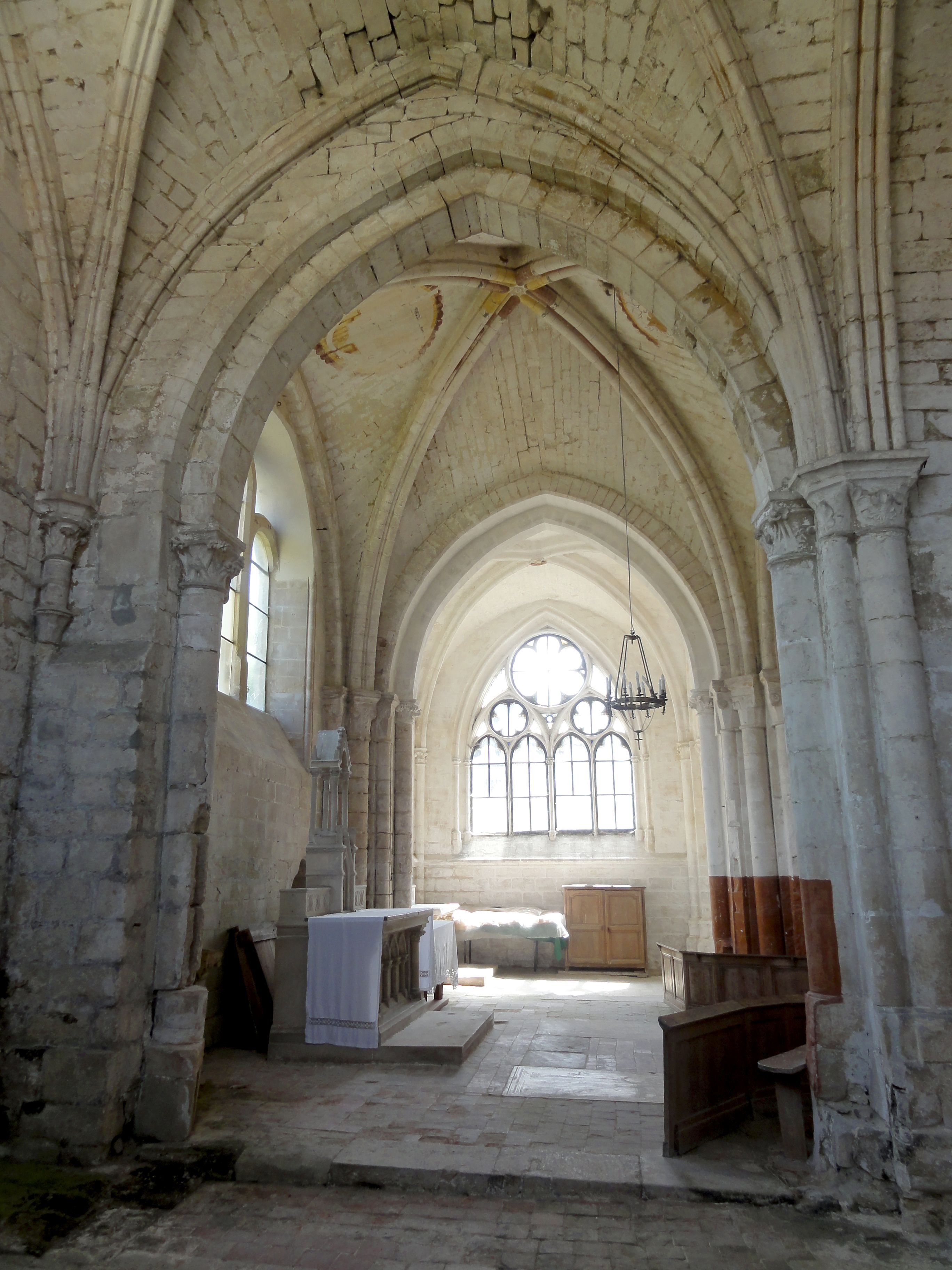
Chœur et chapelle nord.
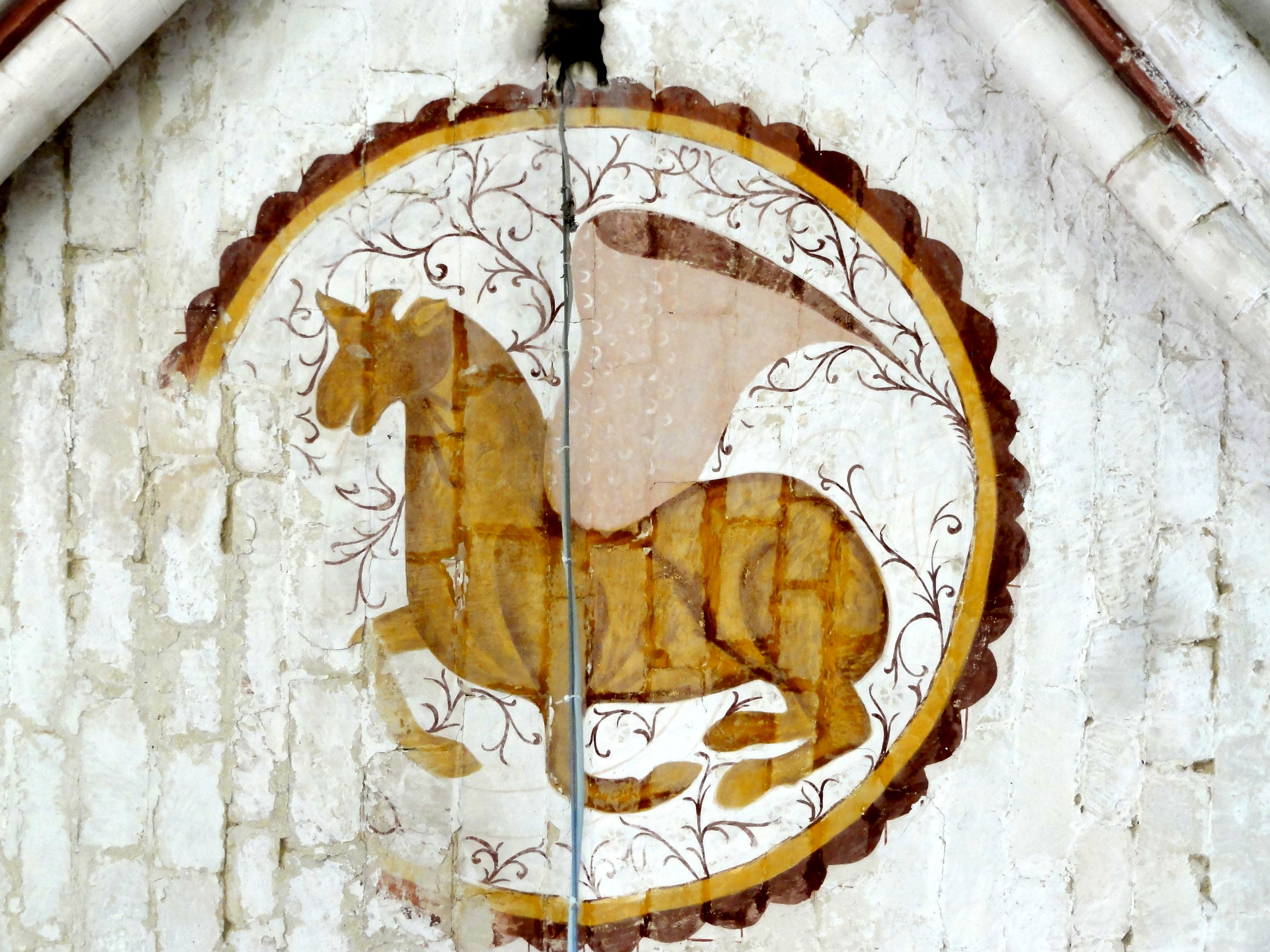
Peinture murale sous la voûte, taureau de St-Luc, vestige du tétramorphe.
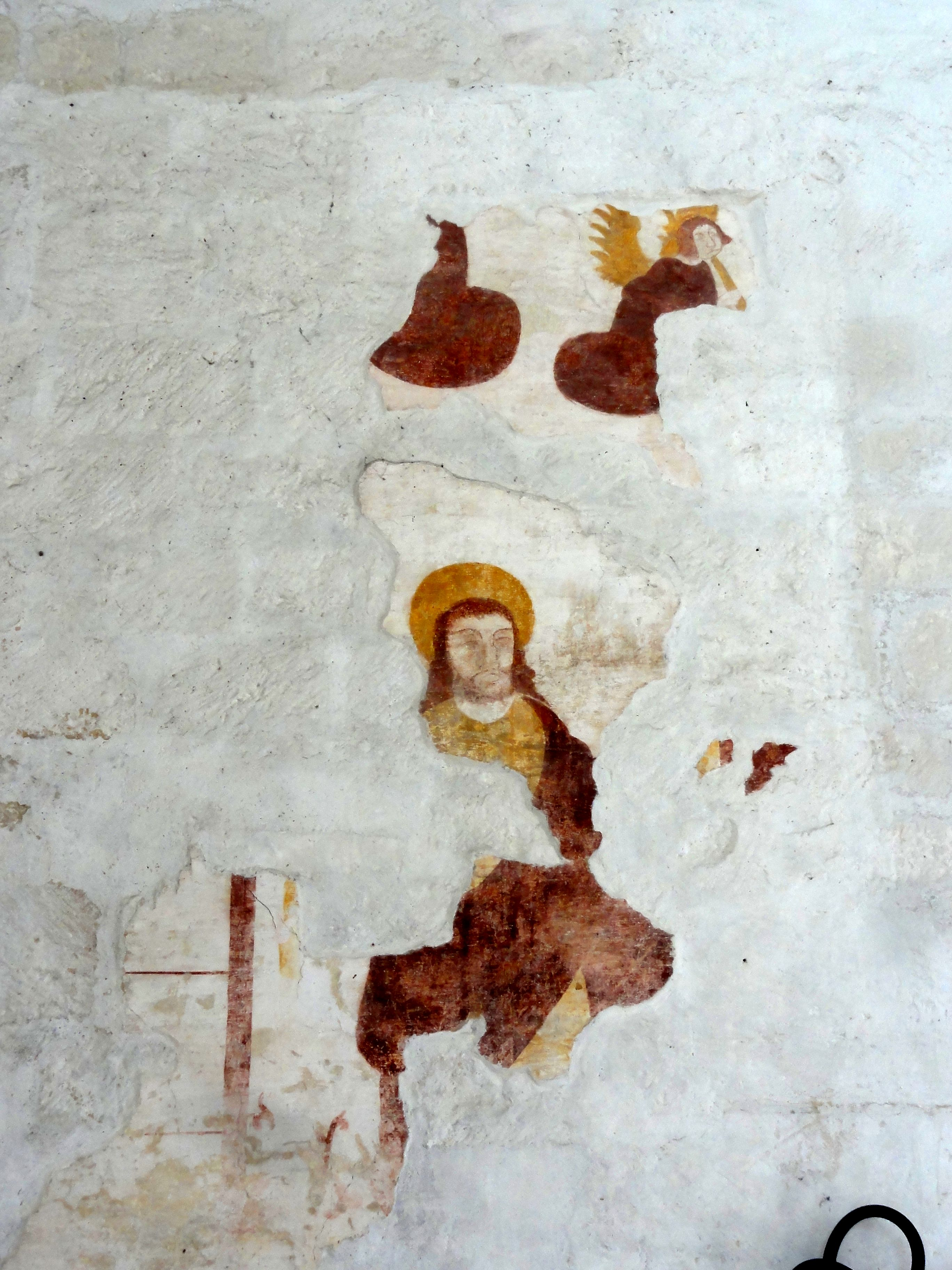
Peinture murale au revers de la façade, à gauche.
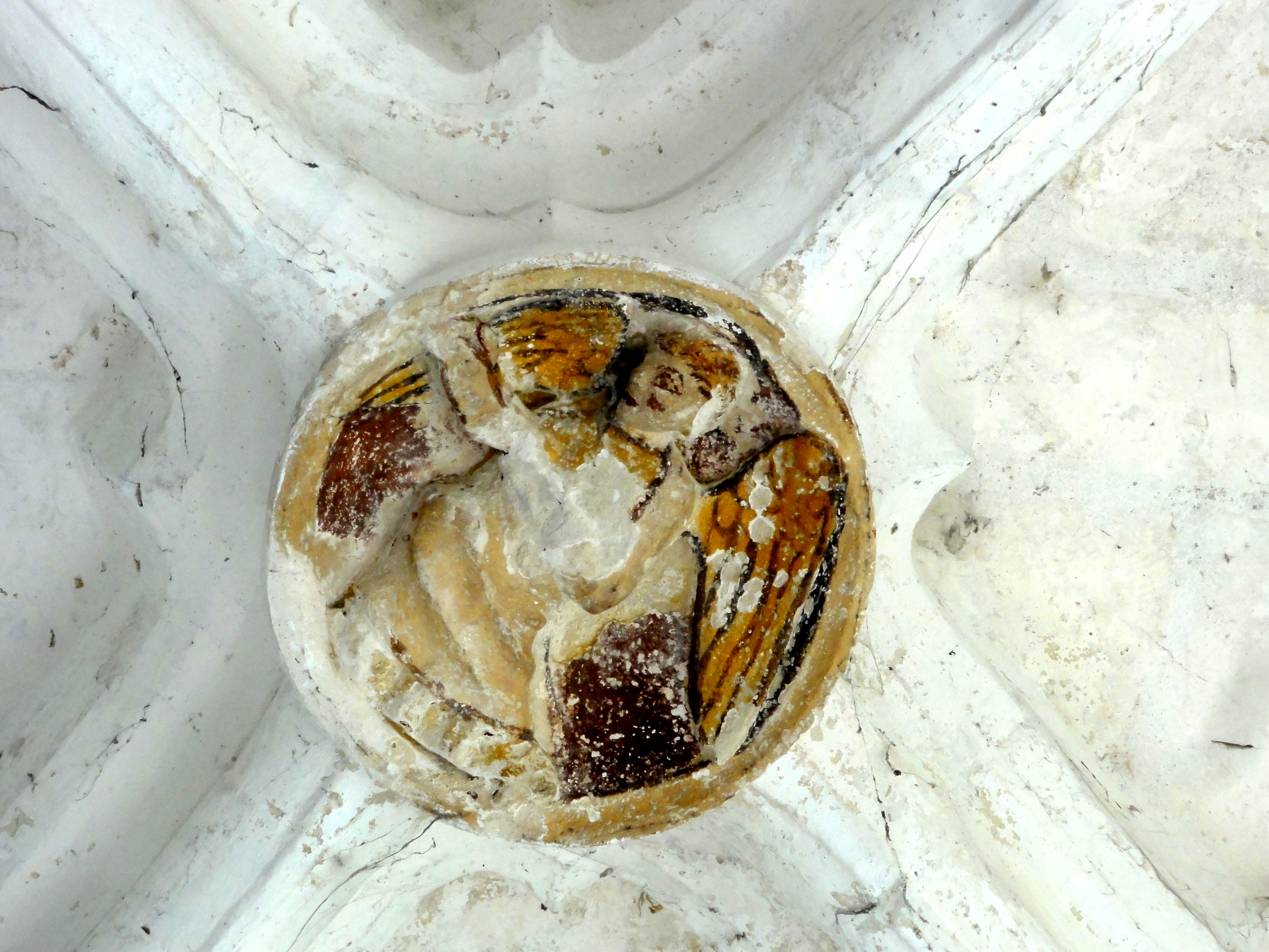
Clé de voute de la chapelle sud.

On peut également signaler : 
- La fontaine Saint-Denis, rue Paul-Faure, à l'angle avec la rue Fontaine-Saint-Denis, représente en fait une combinaison entre fontaine et calvaire. La fontaine actuelle est une borne-fontaine d'un modèle courant installée par la commune en 1949 ; elle a remplacé une borne-fontaine plus ancienne. Il n'existe pas de témoignages sur un caractère sacré de la fontaine, comme pourrait le suggérer sa vocation à un saint, en l'occurrence le patron de l'église de Mogneville. Quant au calvaire, il se compose de trois éléments. Le socle consiste en deux blocs de pierre de taille superposés, le second de plus faible envergure que le premier, surmonté par un gable. En sort une colonne à la base octogone, mais au fût simple et sans ornements. Le crucifix est un beau travail filigrane en fer forgé, caractéristique de son époque : il a été offert à la commune par son maire, M. Fontaine, en 1869. Aujourd'hui, la fontaine s'est tarie, la canalisation amenant l'eau depuis la source ayant été obturée[90].

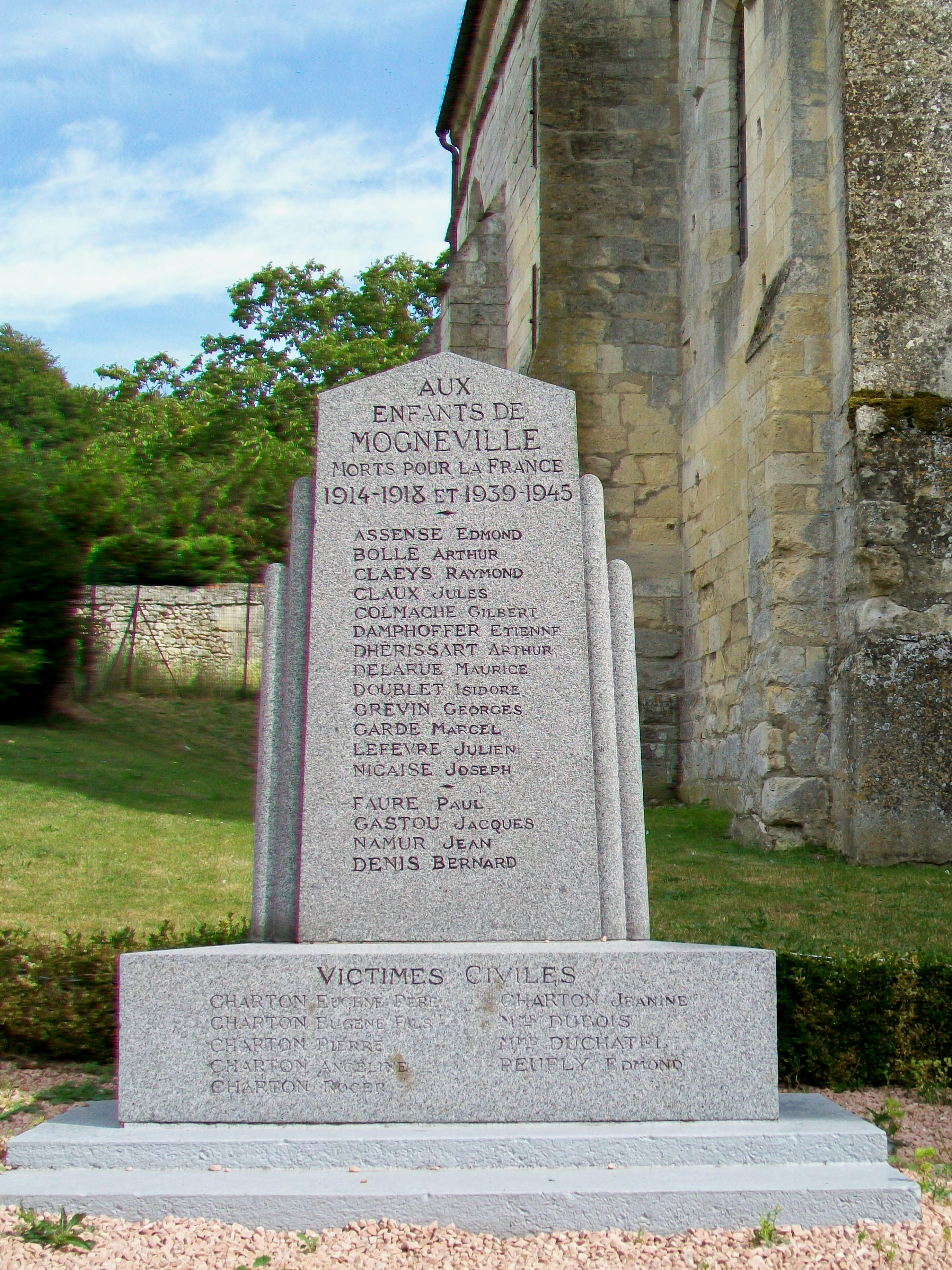
Le monument aux morts.
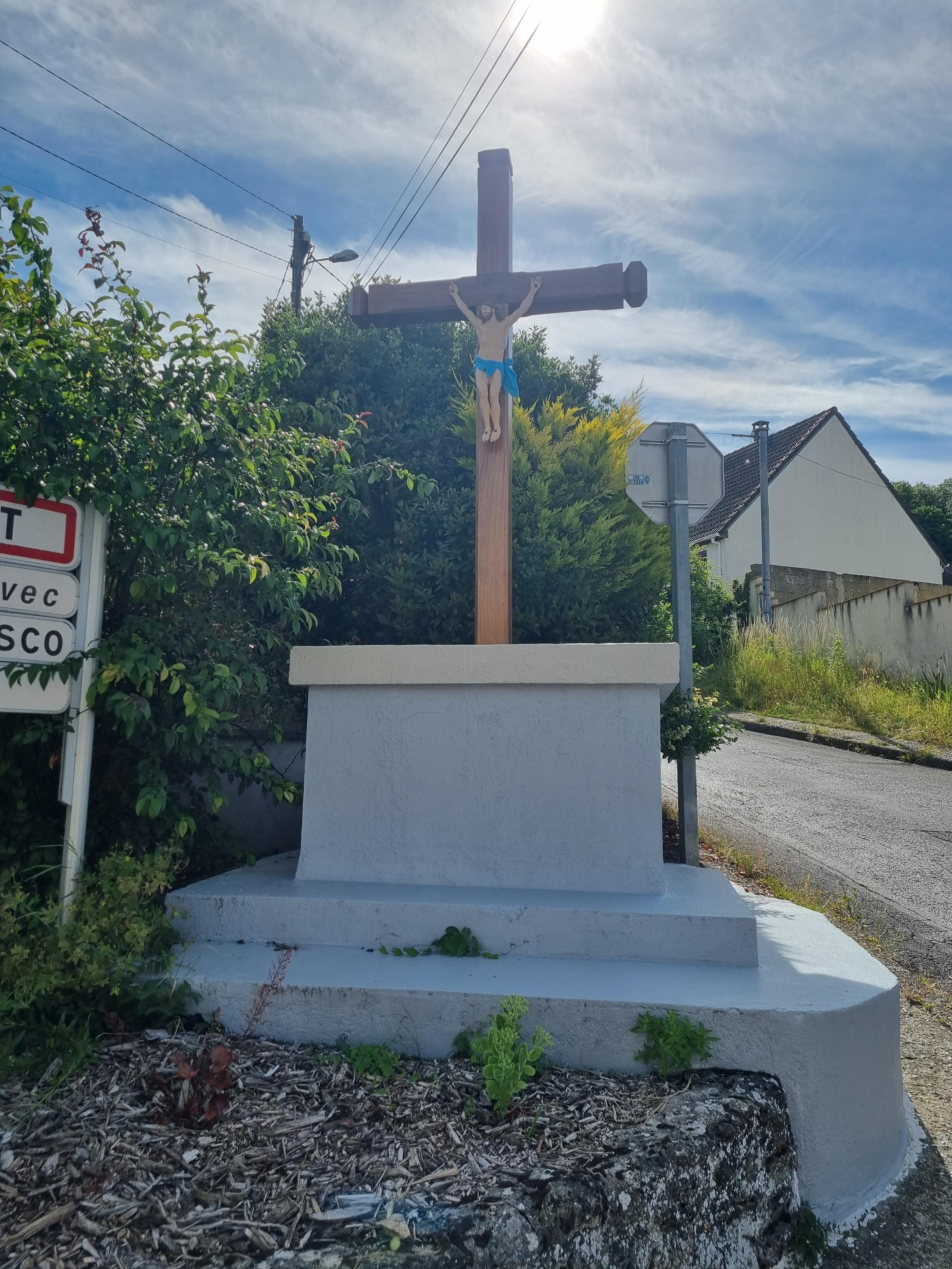
Calvaire de Mogneville.
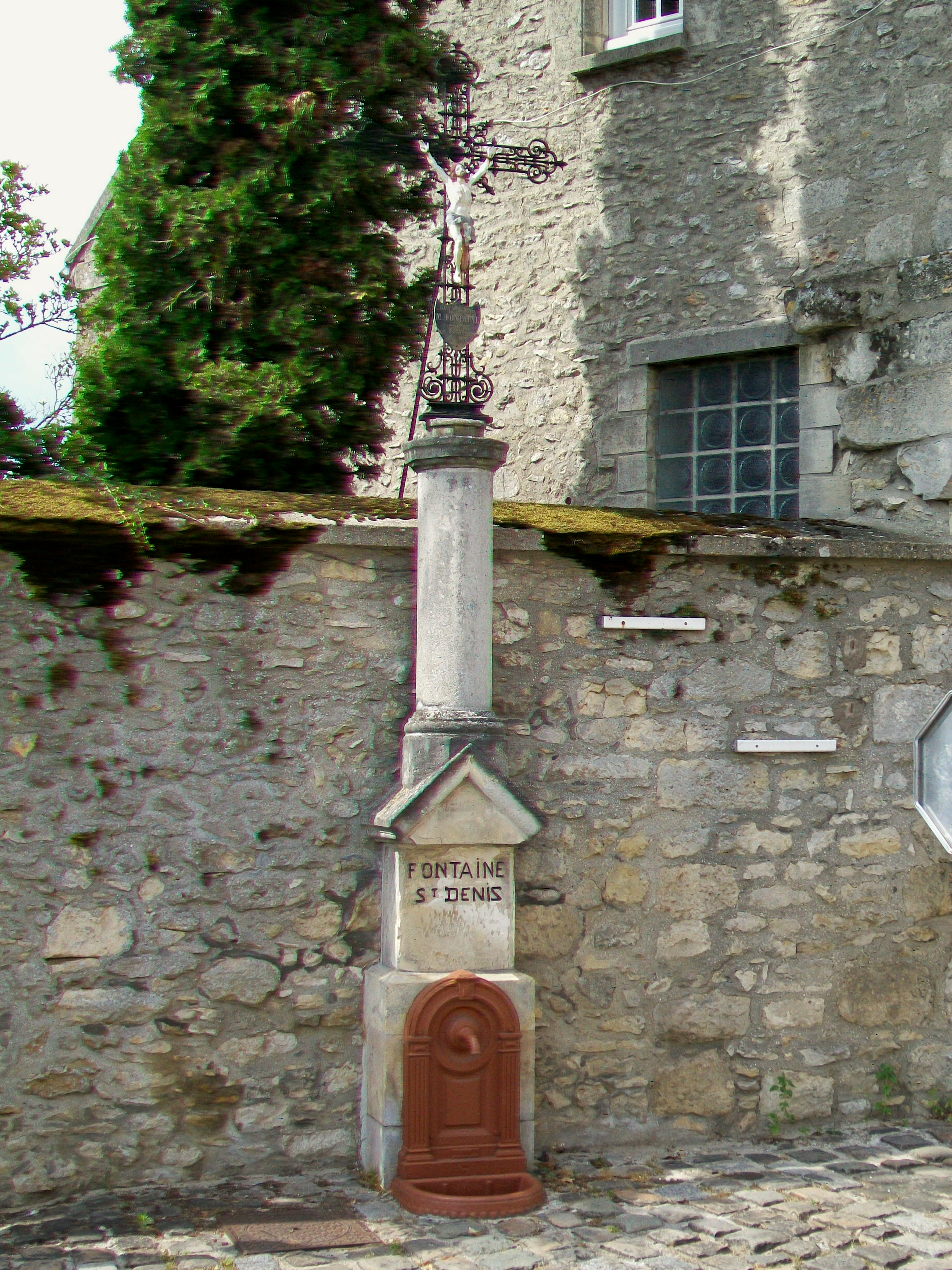
La fontaine Saint-Denis.
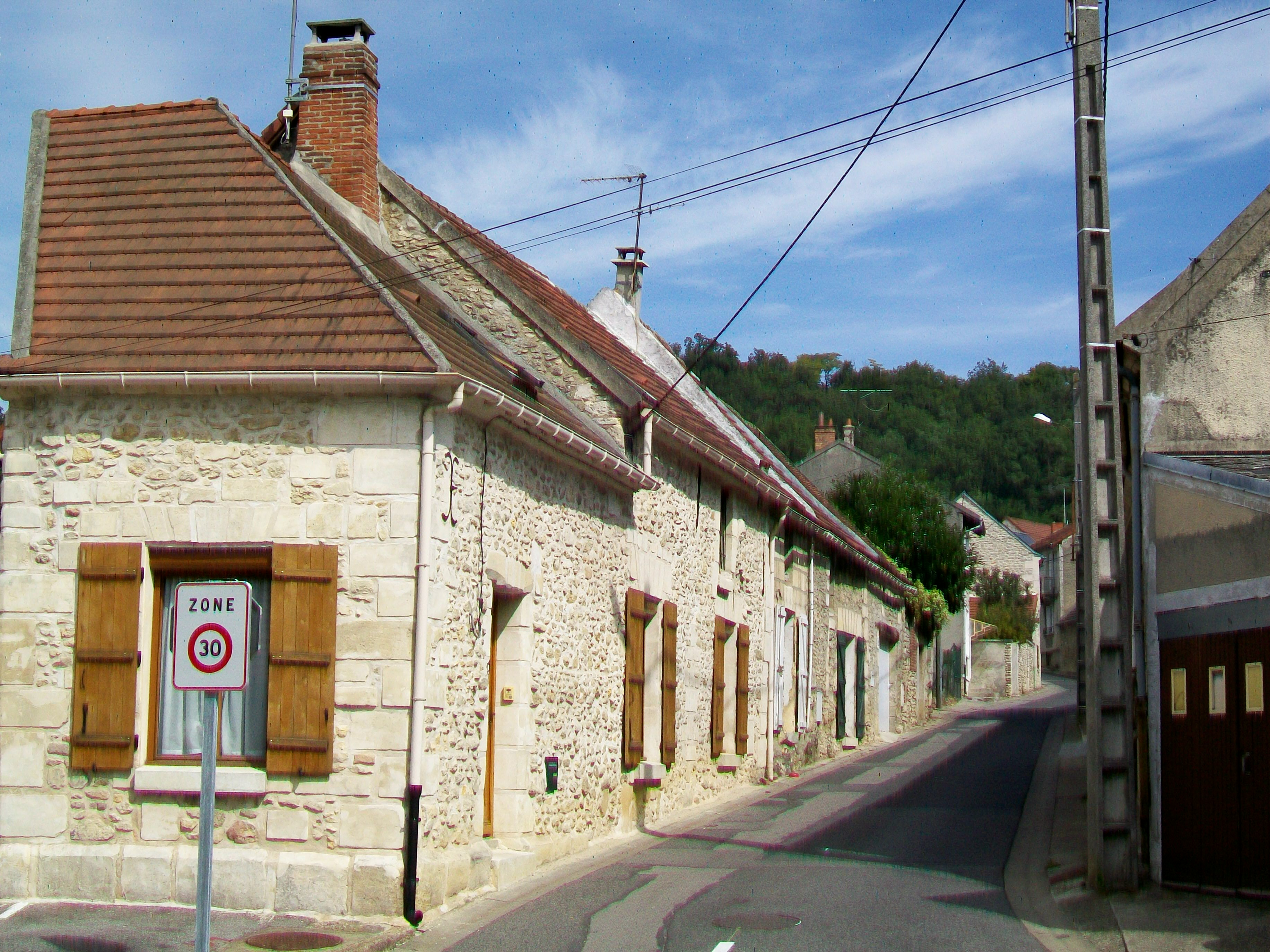
Maison ancienne, rue du Château d'eau.
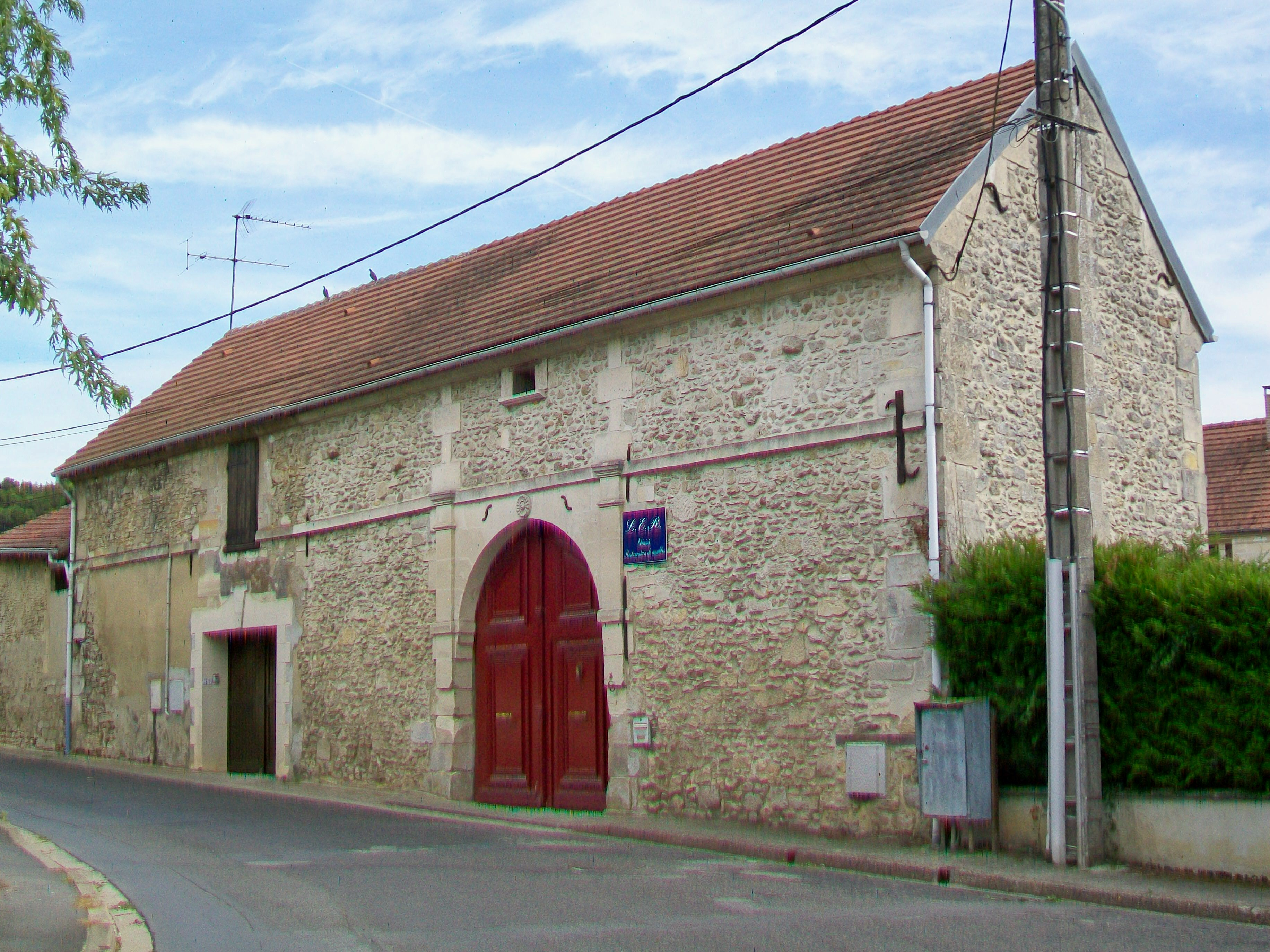
Grange ancienne, rue Jean-Moulin.

### Héraldique
| Blason de Mogneville | Blason  | Écartelé d'azur à trois fleur de lys d'or et d'or a trois lionceaux de gueules |
| Blason de Mogneville | Détails | Les anciennes armes de la commune ont été perdues et ce sont dans les années 1970 que le conseil municipal décide de créer son propre emblème Le statut officiel du blason reste à déterminer. |

## Pour approfondir